# Чёрная смерть
Чёрная смерть (или Чёрный мор от лат. Atra mors) — вторая в истории пандемия чумы, пик которой пришёлся на 1346—1353 годы, а повторные вспышки продолжались вплоть до XIX века. Жертвами болезни стали десятки миллионов людей: по разным оценкам, от болезни погибло от 30 % до 60 % населения Европы.
По всей вероятности, пандемия началась в Центральной или Восточной Азии. Так, в 1338—1339 годах недалеко от озера Иссык-Куль на территории современного Кыргызстана произошёл всплеск смертей от Чёрной смерти. В Европу, по всей вероятности, чума пришла с северного побережья Каспийского моря, откуда болезнь распространилась на большую часть Евразии и Северной Африки.
Инфекционным агентом была чумная палочка Yersinia pestis, что подтвердили генетические исследования останков жертв пандемии; тем не менее некоторые исследователи выдвигают альтернативные теории о природе чёрной смерти.
Неэффективность средневековой медицины и религиозных институтов в борьбе с чумой способствовали возрождению языческих культов и суеверий, гонениям на потенциальных «отравителей» и «распространителей чумного яда», а также всплеску религиозного фанатизма и религиозной нетерпимости. Чёрная смерть оставила колоссальный след в истории Европы, наложив отпечаток на экономику, психологию, культуру и даже генетический состав населения.

## Названия
Большинство европейских современников описывало болезнь словом pestilentia (с лат. — «эпидемия») и его производными, иногда в сочетании с эпитетом «великая»; в некоторых языках использовались выражения «великая» или «внезапная смерть». В русских летописях бубонную форму заболевания называют «мором железою», а лёгочную — «мором каркотою».
Выражение «чёрная смерть» (лат. atra mors) изначально использовалось в переносном значении и не связывалось с симптомами чумы. Впервые чумная эпидемия описывается так в трагедии Сенеки «Эдип». В отношении эпидемии XIV века выражение «чёрная смерть» (лат. mors nigra) впервые встречается в опубликованном в 1350 году стихотворении парижского астролога Симона Ковинского. Венецианский поэт Джакомо Руффини, описывая вспышку чумы 1556 года, называет её «чёрной болезнью, чудовищем тьмы» (лат. atra lues, Monstra nigrantis). Кардинал Фрэнсис Гаске в 1908 году выдвинул предположение, что название «чёрная смерть» закрепилось за эпидемией XIV века с подачи нидерландского историка Иоганна Понтана, утверждавшего в 1631 году, что её «из-за симптомов называли atra mors». Тем не менее, широкое распространение это название получило только в XIX веке, поскольку оно использовалось в популярных учебниках истории под авторством Элизабет Пенроуз, а также в монографии немецкого врача Юстуса Геккера «Der schwarze Tod im vierzehnten Jahrhundert» (с нем. — «Чёрная смерть в XIV веке»), который со ссылкой на Понтана объяснял его происхождение почернением кожи.
Название «Чёрная смерть» возводят и к тому, что трупы умерших в эпидемии 1346—1351 годов быстро чернели и выглядели как бы «обугленными», что наводило ужас на современников.

## Причины распространения чумы и высокой смертности

### Климатический фактор
XIV век был временем глобального похолодания, сменившего тёплый и влажный малый климатический оптимум VIII—XIII веков. Особенно резким было изменение климата в Евразии. Причины, вызвавшие это явление, точно не установлены до сих пор, однако чаще всего среди них называют пониженную солнечную активность, которая, как предполагается, достигла минимума в конце XVII века, а также сложные взаимодействия между атмосферной циркуляцией и Гольфстримом в Северной Атлантике.
Как и юстиниановой чуме восемью веками ранее, Чёрной смерти предшествовали многочисленные катаклизмы. Документы и хроники того времени донесли сведения о гибельной засухе и последовавшем голоде в Центральном Китае, нашествии саранчи в провинции Хэнань, а затем ураганах и проливных дождях, накрывших в 1333 году Ханбалык (ныне Пекин). Всё это, по мнению учёных, привело к широкомасштабной миграции мелких грызунов (мыши, крысы и другие) ближе к местам обитания людей, а также к их большой скученности, что в итоге и стало причиной распространения эпидемии.
Климат Европы стал не только холодным, но и неустойчивым; периоды повышенной влажности чередовались с засухой, сократился вегетативный период растений. Если 1300—1309 годы в Европе выдались тёплыми и чрезмерно засушливыми, то в 1312—1322 годы погода стала холодной и влажной, ливневые дожди начиная с 1314 года на корню губили урожай, что привело к великому голоду 1315—1317 годов. Недостаток пищи в Европе ощущался вплоть до 1325 года. Постоянное недоедание, приводившее к общему ослаблению иммунной системы, с неизбежностью вылилось в эпидемии, в Европе свирепствовали пеллагра и ксерофтальмия.

### Социально-экономические факторы
Помимо экологических предпосылок, распространению чумы поспособствовал и ряд социально-экономических факторов. К эпидемиям и голоду добавлялись военные бедствия: во Франции бушевала война, позднее названная Столетней. В Италии продолжали враждовать между собой гвельфы и гибеллины, в Испании шли внутренние конфликты и гражданские войны, над частью Восточной Европы было установлено монголо-татарское иго. Бродяжничество, нищета и большое число беженцев из разрушенных войной областей, передвижение огромных армий и оживлённая торговля считаются исследователями немаловажными факторами, способствовавшими быстрому распространению пандемии. Необходимым условием поддержания эпидемии является достаточно высокая плотность населения. В сжатых со всех сторон крепостными стенами городах, за которыми во время осад укрывалось также и население предместий, плотность населения была много больше минимума, необходимого для поддержания эпидемии. Скученность людей, вынужденных часто ютиться в одной комнате или, в лучшем случае, в одном доме, при полном их невежестве в отношении правил профилактики заболеваний также выступила существенным фактором развития пандемии.
Повышение плотности населения создаёт благоприятные условия для многих инфекционных болезней. И действительно, в конце XII века после долгого отсутствия «проснулась» натуральная оспа и достигла пика распространения незадолго до пришествия чумы. В тот период оспенные эпидемии охватили Ломбардию, Голландию, Францию и Германию. К оспе прибавилась проказа, распространение которой приняло столь катастрофический размах, что церковь вынуждена была выделять для заболевших специальные убежища (лепрозории), получившие итальянское название lazaretti. Но несмотря на это продолжался рост населения, которое в скором времени стало жертвой чумы.
Существовал и легко реализуемый механизм передачи инфекции. Паразитирование блох на человеке (причём не только чумной блохи Xenopsylla cheopis, но и человеческой блохи Pulex irritans, которая также способна передавать чуму), видимо, было также обычным явлением.
Свою роль, несомненно, сыграло и огромное количество крыс (достаточное для образования синантропных очагов чумы), а также настолько тесный контакт с ними, что в одном из «чумных сочинений» того времени (Lékařské knížky Кршиштяна из Прахатиц) приводится специальный рецепт на случай, «если кому крыса лицо щипнёт или омочит».
Что касается личной гигиены, ситуация осложнялась тем, что со времён Раннего Средневековья, в особенности в монастырской среде, распространена была практика, на латинском языке носящая название alousia. Alousia представляла собой сознательный отказ от жизненных удовольствий и наказании грешного тела посредством лишения его самого необходимого, частью из которого представлялось мытьё. На деле это означало приверженность к особенно длительным посту и молитве, а также долговременный, а порой и пожизненный отказ от погружения в воду — хотя во времена Высокого Средневековья количество следующих ей постепенно начало сокращаться. Согласно тем же воззрениям, забота о теле полагалась греховной, а чрезмерно частое мытьё и связанное с ним созерцание собственного нагого тела — вводящим в искушение. Святая Агнесса[кто?], по некоторым версиям, за время своей сознательной жизни не мылась ни единого раза.
Кроме того, санитарное состояние городов, по нынешним меркам, было ужасающим. Узкие улицы были захламлены мусором, который выбрасывали на мостовую прямо из домов. Когда он начинал мешать движению, король или местный сеньор приказывал его убрать, чистота поддерживалась несколько дней, после чего всё начиналось снова.

## Начало эпидемии в Тянь-Шане
Существуют различные мнения относительно того, где находился очаг, вызвавший эпидемию. Исследователь Филипп Славин предположил, что болезнь возникла на Тянь-Шане. А, например, Кристофер Этвуд упоминает гипотезу Макнилла, согласно которой толчок эпидемии дали монголы, завоевав Юньнань (Юго-Западный Китай), так как грызуны-переносчики происходили со склонов Гималаев.
Келли предполагает, что вторая пандемия чумы началась в одном из природных очагов в пустыне Гоби, неподалёку от нынешней монголо-китайской границы, где сурки-тарбаганы, пищухи и иные представители отрядов грызунов и зайцеобразных вынуждены были покинуть привычные места из-за бескормицы, спровоцированной засухами и повысившейся аридностью климата, и переместиться поближе к человеческому жилью. Среди скучившихся животных началась эпизоотия; ситуация осложнялась также тем, что у монголов мясо сурка (он обитает в горах и степях, но отсутствует в Гоби) считается деликатесом, мех сурка также высоко ценится, и потому на зверьков велась постоянная охота. В подобных условиях заражение становилось неизбежным, и маховик эпидемии был запущен около 1320 года.
Чуму также могли нести с собой монгольские войска и торговцы по Великому Шёлковому пути. Ввиду того, что путь через Гоби пролегал на Восток, первоначально пандемия ударила по Китаю, где в 1331 году, согласно китайским источникам, особенно пострадала провинция Хэбэй, в которой от неё умерло 90 % жителей. Более ясные документальные подтверждения датируются 1330 годом, когда хроники начинают упоминать о некоем «моровом поветрии». Кристофер Этвуд считает первым появлением чумы серию эпидемий, охвативших провинцию Хэнань начиная с 1313 года, а вспышка 1331 года унесла 90 % населения.

Считается, что именно о Монголии рассказывает арабский историк Аль-Макризи, когда упоминает о моровом поветрии: 
«Каковое свирепствовало в шести месяцах конного пути из Тебриза… и триста племён сгинуло без ясной на то причины в своих зимних и летних лагерях… и шестнадцать представителей ханского рода умерло вместе с Великим Ханом и шестью из его детей. Посему Китай совершенно обезлюдел, в то время как Индия пострадала куда менее».
Ханом, о котором шла речь, возможно, был 28-летний Туг-Тэмур, скончавшийся в сентябре 1332 года (годом раньше умер его старший сын и наследник Аратнадара, а в начале декабря 1332 года — малолетний преемник Иринджибал). Его предшественник Есун-Тэмур скончался четырьмя годами раньше, 15 августа 1328 года, также от некоей болезни. С определённой долей допущения историки считают его одной из первых жертв Чёрной смерти. Впрочем, синологи обычно не делают выводов о причинах этих скоропостижных смертей.
Не позднее 1335 года вместе с купеческими караванами чума достигла Индии. Ибн аль-Варди также подтверждает, что первые пятнадцать лет чума свирепствовала на Востоке и лишь после того достигла Европы. Он же несколько конкретизирует её распространение по территории Индии, говоря о том, что «поражён был Синд» — то есть, по интерпретации Джона Эберта, низовья Инда и северо-запад страны, поблизости с нынешней пакистанской границей. Эпидемия уничтожила армию султана Мухаммеда Туглука, находившуюся предположительно неподалёку от Деогири, сам султан заболел, но выздоровел. В «Кембриджской истории Индии» эта эпидемия связывается с холерой, С. Скотт и Ч. Дункан полагают, что это была чума.
Ситуация с Чёрной смертью в восточных странах осложняется прежде всего тем, что, говоря о «моровом поветрии» или «повальной болезни», старинные хроники не называют её имени и, как правило, не содержат сведений, по которым можно уяснить характер её протекания. В частности, китайский эпидемиолог У Ляньдэ, составивший список из 223 эпидемий, посетивших Китай с 242 года до новой эры, оказался не в силах с точностью определить, о какой собственно болезни шла речь. Точные медицинские описания, соответствующие бубонной чуме, появляются, по его мнению, в одном-единственном медицинском трактате, в котором речь идёт об эпидемии 1641—1642 годов. Распространение Чёрной смерти в Азии остаётся в начале XXI века недостаточно изученным — вплоть до того, что существуют скептики, утверждающие, что Азия не была совсем или была в очень небольшой мере задета эпидемией. Современные молекулярно-генетические методы позволили разрешить эту проблему. К настоящему времени (2013) палеобиологи опубликовали 43 отдельных
исследования материала, взятого почти из 40 чумных могил или могильных ям и нескольких сотен людей, которые во всех случаях давали положительные результаты идентификации бактерии Yersinia Pestis.
Вьетнам и Корея, по всей видимости, избежали чумы. Япония, которую эпидемия также обошла стороной, пребывала в ужасе. Известно, что по императорскому приказу в Китай была отправлена экспедиция для того, чтобы собрать как можно больше информации о новой беде и научиться с ней бороться. Для Европы же происходящее там оставалось далёким тревожным слухом, в котором реальность щедро расцвечивалась воображением. Так, авиньонский музыкант Луис Хейлинген писал друзьям о том, что узнал от восточных купцов.
В Великой Индии… в первый день прошёл ливень из лягушек, змей, ящериц, скорпионов и подобных им ядовитых гадов, на второй с неба разили молнии и сполохи огня, вперемежку с градом невиданной доселе величины, и, наконец, на третий день с неба сошёл огонь и смрадный дым, каковой смел с лица земли все, что ещё оставалось живого среди людей и иных тварей, и сжёгший все бывшие там города до самого основания. (…) Затем последовал великий мор…, поразивший и все страны вокруг посредством смрадного ветра.
Флорентийский купец Маттео Виллани, племянник историка Джованни Виллани, в своём «Продолжении Новой Хроники, или Истории Флоренции», составленной его умершим от чумы знаменитым дядей, сообщает:
От генуэзских купцов, достойных всяческого доверия, мы слышали о том, что произошло в тех странах, в верхней Азии, незадолго до начала эпидемии. Там то ли из земли, то ли с неба появился огненный смерч и, распространяясь на запад, беспрепятственно истребил значительную часть этого края. Некоторые утверждают, что из зловоний издаваемого пламенем, родилось гнилостное вещество вселенской заразы, но за это мы не можем ручаться. Ещё нам сообщил один достопочтенный флорентийский францисканец, епископ (…) в королевстве,  заслуживающий доверия, находившийся во время чумы недалеко от города Мекки, что там в течение трёх суток шёл кровавый дождь со змеями, отравившими своим зловонием и опустошившими все окрестности. Во время этого ненастья был повреждён храм Магомета и отчасти его гробница…

## Хроника распространения чумы

Распространение Чёрной смерти в Европе в 1347—1353 годах

Эпидемия имела период «предвестников». В период с 1100 по 1200 год эпидемии чумы отмечались в Индии, Средней Азии и Китае, но чума проникла также в Сирию и Египет. Особенно сильно пострадало население Египта, который потерял в эпидемию больше миллиона человек. Но, несмотря на то, что участники пятого крестового похода попали в Египте в самые зачумлённые районы, тогда это не привело к возникновению масштабной эпидемии в Европе.
1338—1339 годы, озеро Иссык-Куль. Поворотным пунктом, откуда чума начала путь на Запад, считается озеро Иссык-Куль, где ещё в конце XIX века российский археолог Даниил Хвольсон заметил, что количество могильных камней в местной несторианской общине, датированных 1338—1339 годами, оказалось катастрофически большим. На одном из этих надгробий, существующих и поныне, Хвольсон сумел прочесть надпись: «Здесь покоится Кутлук. Он умер от чумы вместе с женой своей Магну-Келкой».
В дальнейшем эта интерпретация подвергалась сомнению, причём указывалось, что название болезни следует скорее понимать как «моровое поветрие», под которым могла подразумеваться любая инфекционная болезнь, однако совпадение дат указывает, что с очень высокой вероятностью речь шла именно о чуме, которая отсюда начала распространяться на запад. Эта гипотеза была подтверждена генетическим исследованием, опубликованном в журнале Nature в 2022 году. Причиной смерти погибших в 1338—1339 годах действительно была Yersinia pestis.
1340—1341 годы, Центральная Азия. На несколько следующих лет точные данные о продвижении чумы на запад отсутствуют. Предполагается, что её вспышки произошли в Баласагуне в 1340 году, затем Таласе в 1341 году и, наконец, Самарканде.
Октябрь-ноябрь 1346 года, Золотая Орда. В 1346 году чума появилась в низовьях Дона и Волги, опустошив столицу золотоордынских ханов Сарай и близлежащие города. Летописный свод 1497 года в записи за 6854 год от сотворения мира (1346 год от рождества Христова) содержит сведения о сильном море:
Бысть мор силён под восточною страною: на Орначи, и на Азсторокань, на Сараи, на Бездежь, и на прочии грады во странах тех, на босурмене, на Татары, на Ормены, на Обезы, на Фрязи, на Черкасы, яко не бысть кому погребати их.
По мнению норвежского историка Оле Бенедиктова, в северном и западном направлении чума распространяться не могла из-за взаимной враждебности, установившейся между золотоордынцами и их данниками. Эпидемия остановилась в донских и волжских степях, северные соседи Орды таким образом не пострадали. Зато чуме был открыт южный путь. Разделившись на два рукава, один из которых, по свидетельству персидских источников, вместе с купеческими караванами, предоставившими для чумных крыс и блох весьма удобное средство передвижения, через низовья Волги и Кавказский хребет протянулся на Средний Восток, в то время как второй по морю достиг Крымского полуострова.
Существует и более материальное объяснение. По мнению российского историка Юрия Лощица, чума была привезена в Европу вместе с «живым товаром», который генуэзцы покупали у татар и продавали по всему Средиземноморью, а вместе с ним развезли и чуму.
1346 год, Крымский полуостров. Вместе с купеческими кораблями чума проникла в Крым, где, согласно арабскому историку Ибн аль-Варди (который, в свою очередь, черпал сведения от купцов, торговавших на Крымском полуострове), от неё погибло 85 тысяч человек, «не считая тех, которых мы не знаем».
Все европейские хроники того времени сходятся в том, что чуму в Европу занесли генуэзские корабли, торговавшие по всему Средиземноморью. О том, как это случилось, существует рассказ очевидца, генуэзского нотариуса Габриэля де Мюсси (Gabriele de' Mussi), многими исследователями, впрочем, считающийся сомнительным. В 1346 году он оказался в генуэзской фактории в Каффе, осаждённой войсками золотоордынского хана Джанибека. Согласно де Мюсси, после того, как в монгольском войске началась чума, хан приказал с помощью катапульт забрасывать трупы умерших от болезни в Каффу, где немедленно началась эпидемия. Осада окончилась ничем, так как ослабленное болезнью войско вынуждено было отступить, в то время как генуэзские корабли из Каффы продолжили плавание, разнося чуму далее по всем средиземноморским портам.
Рукопись де Мюсси, которая ныне находится в библиотеке Вроцлавского университета, впервые была опубликована в 1842 году. Сочинение не датировано, однако время его написания легко устанавливается по описанным событиям. В настоящее время часть исследователей подвергают сомнению содержащиеся в рукописи сведения, полагая, что, во-первых, де Мюсси руководствовался тогдашним пониманием распространения болезни через запах в виде миазмов, и чума, возможно, проникла в крепость с крысиными блохами, или, по предположению Михаила Супотницкого, Мюсси, вернувшись в Италию и застав там начало эпидемии, ошибочно связал её с возвращением генуэзских кораблей. Впрочем, у гипотезы о «биологической войне хана Джанибека» нашлись свои защитники. Так, американский микробиолог Марк Уилис в свою очередь указывает, что в тогдашних условиях осаждающая армия располагалась достаточно далеко от города на безопасном расстоянии от стрел и снарядов противника, в то время как крысы не любят далеко уходить от своих нор. Также он обращает внимание на потенциальную возможность заражения от трупа через небольшие ранки и ссадины на коже, которому могли подвергнуться могильщики.
Весна 1347 года, Константинополь. Следующая вспышка болезни произошла в Константинополе, столице Византийской империи, в которой генуэзская фактория располагалась в одном из пригородов — Пере. Одной из жертв чумы стал тринадцатилетний Андроник, младший сын императора Иоанна Кантакузина. Сам император оставил в своей «Истории» рассказ об эпидемии в городе и дальнейшем распространении болезни на побережье Анатолии, островах Эгейского моря и Балканах. Византийский историк Никифор Григора писал о «тяжкой чумоподобной болезни», от которой «в большинстве домов все живущие вымирали разом». По свидетельству венецианцев, вымерло 90 % населения города, и хотя эту цифру историки считают преувеличенной, смертность в городе была действительно очень высокой.
Весна-лето 1347 года, Ближний Восток. Чума начала распространяться в Месопотамии, Персии, в сентябре того же года появилась в Трапезунде. Болезнь несли с собой беженцы из охваченного эпидемией Константинополя, навстречу им двигались те, кто спасались бегством из Закавказья. Также чуму несли с собой купеческие караваны. В это время скорость её передвижения значительно снизилась, покрывая около 100 км в год, чума лишь два года спустя смогла достичь Анатолийских гор на западе, где её дальнейшее продвижение остановило море.
Осень 1347 года, Александрия. Египетский историк Аль-Макризи подробно рассказывает о прибытии в александрийскую гавань корабля из Константинополя, на котором из 32 купцов и 300 человек корабельной команды и рабов в живых сумели остаться лишь 40 моряков, 4 купца и один раб, «каковые умерли тут же в порту». Вместе с ними в город пришла чума, и далее, поднимаясь вверх по Нилу, достигла Асуана в феврале 1349 года, в течение этого времени совершенно опустошив страну. В дальнейшем продвижении на Юг неодолимой преградой для чумных крыс и блох стала пустыня Сахара.
Моровое поветрие распространилось на Грецию и далее на Болгарию и Западную Румынию (в те времена бывшую частью Венгерского королевства) вплоть до Польши, накрыло собой Кипр, где к эпидемии прибавилась ещё одна катастрофа — цунами. Доведённые до отчаяния киприоты из страха перед бунтом перебили всё мусульманское население острова, при том что многие из нападавших ненадолго пережили своих жертв.

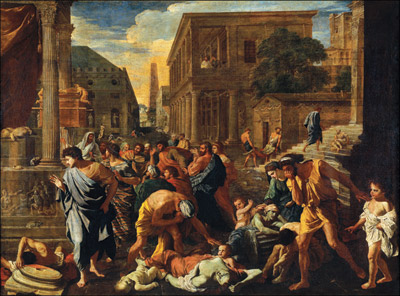
Никола Пуссен. «Чума в Ашдоде», 1630 год

Октябрь 1347 года, Мессина. Хотя генуэзские хроники хранят полное молчание о распространении чумы в Южной Италии, регион пострадал от неё не меньше остальных. Сицилийский историк фра Микеле де Пьяцца в своей «Светской истории» подробно рассказывает о прибытии в порт Мессины 12 генуэзских галер, принёсших с собой «смертельный бич». Это число, впрочем, варьируется, кто-то упоминает «три корабля, гружёных специями», кто-то четыре, «с командой из заражённых моряков», возвращавшихся из Крыма. По свидетельству де Пьяцца, «трупы оставались лежать в домах, и ни один священник, ни один родственник — сын ли, отец ли, кто-либо из близких — не решались войти туда: могильщикам сулили большие деньги, чтобы те вынесли и похоронили мёртвых. Дома умерших стояли незапертыми со всеми сокровищами, деньгами и драгоценностями; если кто-либо желал войти туда, никто не преграждал ему путь». В скором времени генуэзцы были изгнаны, но это уже ничего не могло изменить.
Осень 1347 года, Катания. Население гибнущей Мессины пыталось спастись паническим бегством, причём, по свидетельству того же де Пьяццы, многие умирали прямо на дороге. Выжившие достигли Катании, где их ждал отнюдь не гостеприимный приём. Прослышавшие о моровом поветрии жители отказывались иметь дело с беженцами, избегали их и даже отказывали в пище и воде. Впрочем, это их не спасло и в скором времени город вымер почти полностью. «Что сказать о Катании, городе, ныне стёртом из памяти?» — писал де Пьяцца. Чума отсюда продолжала распространяться по острову, сильно пострадали Сиракузы, Шакка, Агридженто. Город Трапани буквально обезлюдел, став «осиротевшим после смерти горожан». Одной из последних жертв эпидемии стал Джованни Рандаццо, «трусливый герцог сицилийский», безуспешно пытавшийся скрыться от заражения в замке Сент-Андреа. Всего Сицилия потеряла около трети населения; после того как год спустя чума отступила, остров оказался буквально завален трупами.
Октябрь 1347 год, Генуя. Изгнанные из Мессины генуэзские корабли попытались вернуться домой, но уже прослышавшие об опасности жители Генуи с помощью зажжённых стрел и катапульт выгнали их в море. Таким образом Генуе удалось оттянуть начало эпидемии на два месяца.
1 ноября 1347 года, Марсель. В начале ноября уже около 20 зачумлённых кораблей плавали по Средиземноморью и Адриатике, распространяя болезнь во всех портах, где хотя бы ненадолго бросали якорь. Часть генуэзской эскадры нашла приют в Марселе, распространив чуму в гостеприимном городе, и в третий раз была изгнана, чтобы вместе с мёртвым экипажем окончательно исчезнуть в море. Марсель потерял едва ли не половину населения, но заслужил славу одного из очень немногих мест, где горожане иудейского вероисповедания не подвергались гонениям и могли здесь рассчитывать на убежище от неистовствующих толп.
Декабрь 1347 года, Генуя. Согласно сообщениям хроник, в Генуе эпидемия началась 31 декабря 1347 года. По современным подсчётам, в городе умерло от 80 до 90 тысяч человек, но точное число остаётся неизвестным. В то же время жертвами чумы становились жители следующих островов: Сардиния, Корсика, Мальта, Эльба.
Январь 1348 года, Венеция. Эффективные административные меры противодействия сумели уберечь Венецию от хаоса, но остановить чуму всё же не могли. По разным подсчётам, в городе погибло около 60 % населения.
Январь 1348 года, Авиньон. Хроники свидетельствуют, что от чумы погибло едва ли не 80 % населения Авиньона, резиденции Папы Римского. Современные историки, полагая это число завышенным, считают, что от чумы вымерло около 50 % авиньонцев. В любом случае смертность была настолько велика, что для захоронения тел не хватало земли. Папа Климент VI вынужден был освятить реку, куда трупы умерших сваливали с телег. Среди прочих жертвой авиньонской чумы стала Лаура — возлюбленная и муза Франческо Петрарки.
Декабрь 1347 — март 1348 годов, Мальорка. Предполагается, что чума была занесена на Мальорку кораблём, прибывшим из Марселя или Монпелье, точная дата его прибытия не установлена. Известно имя первой жертвы на острове: некто Гиллем Брасс, рыбак, житель деревни Алли в Алькудии. Чума опустошила остров.
Январь-март 1348 года, Итальянские графства. В Тоскану чума также была занесена генуэзцами. С этого времени чума покинула порты, где свирепствовала до сих пор, и начала продвижение вглубь континента. Первым городом на её пути стала Пиза, следующим — Пистойя, где в срочном порядке был организован совет по надзору за общественным здоровьем по образцу венецианского. Трупы было приказано хоронить в наглухо заколоченных гробах, могилы копать не менее полуметра глубиной. Чтобы не сеять панику, запрещались заупокойные службы, похоронные одежды и колокольный звон. Однако и здесь проявилась свойственная Средневековью сословность — все эти распоряжения «отнюдь не касались рыцарей, докторов права, судей и докторов медицины, каковым может быть оказана всяческая честь по желанию их наследников». Перуджия, Сиена, Орвието старались не замечать распространения эпидемии, надеясь, что общая участь минует их — но, как оказалось, напрасно. По замечаниям современников, в Орвието смертность составила до 90 %, современные исследователи, считая эту цифру преувеличенной, полагают, тем не менее, что от чумы вымерло около половины населения.
Март 1348 года, Флоренция. Местный хронист Бальдассаре Бонаюти, младший современник Бокаччо, сообщает, что болезнь пришла в город в марте 1348 года и не прекращалась до сентября, убив не только множество людей, но и домашних животных. Врачи не знали, как с ней бороться, а напуганные горожане оставляли своих заражённых близких в брошенных домах. Церкви были завалены умершими, повсюду рыли братские могилы, в которые тела укладывались слоями. Выросли цены на продукты, лекарства, свечи и погребальные услуги. Деятельность торговых и ремесленных гильдий прекратилась, закрылись таверны и мастерские, оставались открытыми лишь церкви и аптеки, настоятели и владельцы которых, наряду с могильщиками, изрядно обогатились. Общее количество умерших от эпидемии, подсчитанное в октябре 1348 года по приказу епископа Анджело Аччьяйоли и приоров, составило 96 000.
Март 1348 года, Испания. По мнению историков, чума проникла в Испанию двумя путями — через баскские деревни в Пиренеях и обычным образом, через порты — Барселону и Валенсию. К началу 1348 года эпидемия распространилась на полуострове, от неё погибла королева Арагона Элеонора. Король Кастилии Альфонсо XI Справедливый умер от болезни прямо в своём походном лагере во время осады Гибралтара в марте 1350 года.
Весна 1348 года, южное и восточное Средиземноморье. Александрийская чума появилась в Газе, откуда перекинулась на Сирию и Палестину. Дамаск потерял едва ли не половину жителей, весь же арабский Восток не досчитался 30—40 % населения. Ибн Баттута, описавший чуму в этих местах, рассказывал, что мусульмане устраивали процессии и держали строгий пост, ради того, чтобы утишить гнев Аллаха. Огромное количество паломников хлынуло в Мекку, принеся с собой чуму и на Аравийский полуостров. При том, что Медина, второй по значимости город, связанный с именем Пророка, по неизвестным причинам не был затронут эпидемией, Мекка жестоко пострадала от болезни, в городе погибло множество жителей и учащихся местных медресе. Подобная беда, случившаяся в главном религиозном центре ислама, привела мусульман в смятение. В поисках решения они, как и христианские соседи, обвинили мекканских евреев в том, что те самим своим присутствием в святом городе навлекли гнев Аллаха.
Весна 1348 года, Бордо. Весной 1348 года чума началась в Бордо, где от болезни умерла младшая дочь короля Эдуарда III — принцесса Иоанна, в это время направлявшаяся в Испанию для заключения брака с принцем Педро Кастильским.
Июнь 1348 года, Париж. Согласно Раймонду ди Винарио, в июне на западной части парижского неба взошла необыкновенно яркая звезда, расценённая как предвестие чумы. Король Филипп VI предпочёл оставить город, но «сварливая королева» Жанна Бургундская не пережила эпидемии; тогда же от чумы умерла Бонна Люксембургская, жена дофина Иоанна. Парижский университет потерял множество профессоров, так что пришлось снизить требования к новым претендентам. В июле чума распространилась по северному побережью страны.
Июль-август 1348 года, Юго-западная Англия. Согласно источнику, известному как «Хроника серого монаха», воротами чумы стал портовый город Мелькомб, где первые случаи заболевания были зафиксированы 7 июля, «в праздник святого Фомы-мученика». Согласно другим источникам, первыми подверглись заражению Саутгемптон и Бристоль, причём даты начала эпидемии варьируются от конца июня до середины августа. Предполагается, что корабли, привёзшие с собой Чёрную смерть, прибыли из Кале, где незадолго до того шли военные действия. Англичане возвращались с богатыми трофеями (как отмечал хронист, «не было почти ни единой женщины, не облачённой во французское платье»), и вполне вероятно, на одном из этих платьев на остров прибыла чумная палочка.
Как и во Франции, в пришествии чумы винили разнузданную моду, в частности, слишком откровенные женские платья, столь обтягивающие, что их обладательницам приходилось подкладывать сзади под юбки лисьи хвосты, чтобы не выглядеть слишком уж вызывающе. По одной из легенд, кавалькада подобных всадниц с кинжалами, ярко и скандально выряженных, призвала на головы англичан гнев Господень. Прямо во время празднества разразилась гроза со шквальным ветром, молниями и громом, после чего на островах появилась чума в образе Девы или старика в чёрном (или красном) одеянии.

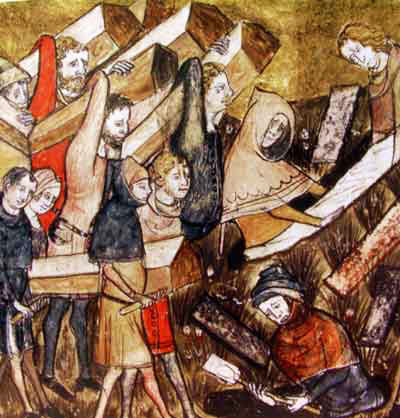
Похороны жертв чумы в Турне. Фрагмент миниатюры из хроники Жиля Ле Мюизи, XIV век

Июль 1348 года. Чума проникла в Руан, где «не стало места, чтобы похоронить умерших», охватила Нормандию и появилась в Турне, последнем городе на фламандской границе. Тогда же она проникла в Шлезвиг-Голштинию, Ютландию и Далмацию.
Осень 1348 года, Лондон. Чума распространялась на Британских островах с запада на восток и север. Начавшись летом, она в сентябре уже приблизилась к столице. Король Эдуард III, до сих пор твёрдо удерживавший народ от мародёрства и паники, а чиновников от бегства (в стране работали суды, заседал Парламент, исправно взимались налоги), наконец не выдержал и бежал в одно из загородных поместий, затребовав себе священные реликвии. Последним его приказом перед отъездом была отмена зимней Парламентской сессии 1349 года. Вслед за королём бежало высшее духовенство, что вызвало возмущение народа, чувствовавшего себя брошенным на произвол судьбы; в дальнейшем случалось, что беглых епископов избивали и запирали в церквях в наказание.
В Англии чума ознаменовалась среди прочего повальным падежом скота. Причины этого феномена неизвестны. По одной из версий, болезнь действовала также на животных или, быть может, оставленные без присмотра стада поражались ящуром или сибирской язвой. Страна была жестоко опустошена, по современным оценкам, обезлюдело около тысячи деревень. В Пуле более ста лет спустя после эпидемии оставалось ещё столько пустых домов, что король Генрих VIII вынужден был дать приказ заселить их заново.
Декабрь 1348 года, Шотландия. Шотландцы, будучи давними врагами англичан, некоторое время с удовлетворением наблюдали за их бедствиями. Однако когда они собрались в Селкеркском лесу, чтобы разорить пограничные английские земли, болезнь перекинулась и на них. Вскоре чума распространилась в горах и долинах самой Шотландии. Английский хронист отметил по этому поводу, что «их радость превратилась в плач, когда карающий меч Господень… обрушился на них яростно и неожиданно, поражая их не менее, чем англичан, гнойниками и прыщами». Несмотря на то, что высокогорья болезнь коснулась в меньшей степени, эпидемия стоила стране трети населения. В январе 1349 года чума появилась в Уэльсе.
Декабрь 1348 года, Наварра. Идущие навстречу друг другу «испанская» и «французская» чума встретились на территории Наваррского королевства. Лишь 15 из 212 местных общин в Памплоне и Сангуэсе (большую часть их составляло население мелких деревушек) не были затронуты эпидемией.
Начало 1349 года, Ирландия. В Ирландию эпидемия проникла вместе с заражённым кораблём из Бристоля, и в короткое время захватила остров. Существует мнение, что Чёрная смерть сыграла на руку местному населению, большей частью истребив захватчиков-англичан, засевших в крепостях, в то время как ирландцы в деревнях и высокогорьях практически не пострадали. Впрочем, это утверждение оспаривается многими исследователями.
1349 год, Скандинавия. Первой чума появилась в норвежском Бергене, куда, по преданию, была занесена на одном из английских кораблей, вёзшим для продажи груз шерсти. Этот корабль, полный трупов, оказался неподалёку от побережья и попался на глаза местным жителям, не брезговавшим «береговым правом». Поднявшись на борт, они захватили груз шерсти, после чего болезнь перекинулась на Скандинавию. Из Норвегии болезнь проникла в Швецию, после чего распространилась в Нидерландах, Дании, Германии, Швейцарии, Австрии и Венгрии.
1349 год. Поразив Восточное Средиземноморье, Мекку и Персию, чума достигла Багдада.
В 1350 году чёрный чумной флаг был поднят над польскими городами. Королю Казимиру III удалось удержать народ от эксцессов в отношении «чужаков», поэтому в Польшу бежали многие спасавшиеся от погромов евреи.
1352 год, Псков. Согласно Никоновской летописи, «бысть мор во Пскове силен зело и по всей земле Псковской, сице же смерть бысть скоро: храхне человек кровию, и в третий день умираше, и быше мертвии всюду». Далее летописи сообщают, что священники не успевали хоронить мёртвых. За ночь к церкви приносили по двадцать-тридцать трупов, так что приходилось класть в одну могилу по пять-десять тел и отпевать всех одновременно. Псковичи в ужасе от происходящего молили о помощи новгородского архиепископа Василия. Тот, откликнувшись на призывы, появился в городе, но по возвращении умер на реке Узе 3 июня.
1353 год, Москва. Умер 36-летний великий князь Симеон Гордый. Ещё до своей смерти он похоронил двух малолетних сыновей. На престол взошёл младший брат Симеона князь Иван. В Глухове, согласно летописи, не осталось ни одного выжившего. Болезнь также опустошила Смоленск, Киев, Чернигов, Суздаль и наконец, спустившись к Югу, исчезла в Диком поле.
Около 1351—1353 годов, северные острова. Из Норвегии чума попала и в Исландию. Впрочем, относительно Исландии среди исследователей нет единого мнения. Если Нейфи однозначно определяет Исландию среди стран, пострадавших от чумы, то Оле Бенедиктов на основании исландских документов того времени доказывает, что чумы на острове не было.
Опустошив Шетландские, Оркнейские и Фарерские острова и достигнув на востоке оконечности Скандинавского полуострова и Гренландии на западе, чума стала убывать. В Гренландии эпидемия нанесла по местной колонии такой удар, от которого та уже не могла оправиться и постепенно пришла в упадок и запустение.
Отдельные регионы Франции и Наварры, а также Финляндия и королевство Богемия по неизвестным причинам не были затронуты второй пандемией, хотя в дальнейшем эти области были поражены новой эпидемией в 1360—1363 годах и поражались позже, в течение многочисленных возвращений бубонной чумы.

## Демография эпидемии
Точных данных как вообще по численности населения в Средние века, так и по смертности от Чёрной смерти и последующих возвращений эпидемии, не существует, хотя сохранилось много количественных оценок современников, касающихся отдельных регионов и городов, что позволяет оценить примерное количество жертв эпидемии. Так, английский хронист из Сент-Олбанса Томас Уолсингем утверждал, что чума унесла «почти половину всего человечества».
Согласно «Кембриджской всемирной истории болезней», исследователи обычно сходятся при оценке смертности в Европе и Ближнем Востоке на числах между 30 и 50 %. Сильнее всего от пандемии пострадали Центральная Италия, Южная Франция, Восточная Англия и Скандинавия; относительно немного жертв (менее 20 %) было в Милане, Чехии и некоторых областях Нидерландов, совсем не было в Нюрнберге. «Кембриджская энциклопедия палеопатологии» приводит оценку доли умерших в 25 % мирового населения, или более 60 миллионов человек, включая треть населения Европы (15-25 миллионов), 30-50 % населения Англии, две трети погибших в Норвегии и Исландии, до трёх четвертей в Париже и Венеции.
Если говорить о Западной Европе, то У. Нейфи отмечает, что первый подсчёт числа жертв эпидемии был проведён по указанию папы Климента VI и показал число в 23,84 миллиона человек — 31 % европейского населения. Британский историк Филипп Циглер в вышедшей в 1969 году работе оценил смертность от эпидемии в Европе примерно в треть населения, что составляло от 20 до 25 миллионов человек.
В своём исследовании, опубликованном в 1941 году, демограф Борис Урланис отмечал, что высокий уровень смертности был свойствен прежде всего городам, а не сельской местности, и 30-40 % смертности для городского населения дают седьмую-восьмую часть населения для Европы и двадцатую для России.
Авторы работ по эпидемиологии (Ш. Мартин и У. Нейфи) указывают, что между 1331-м и 1351-м годами эпидемия унесла около половины населения Китая, в то время как ещё 15 % пришлось на погибших от стихийных бедствий. Однако ссылающиеся на данные переписей синологи, как правило, не отмечают столь грандиозную убыль населения. Они подчёркивают, что население Северного Китая, преимущественно затронутого эпидемиями, уже к началу XIV века заметно сократилось по сравнению с населением Южного Китая, а относительно высокую смертность во второй-третьей четверти XIV века связывают скорее с голодом, нежели с эпидемиями.
Чёрная смерть была эпидемической катастрофой, но не привела к депопуляции ни Европы, ни мира в целом. Уже сразу после окончания пандемии в Европе произошёл демографический взрыв, население Европы стало расти (на илл.), и этот рост, несмотря на последующие эпидемии чумы, продолжался непрерывно несколько столетий, вплоть до демографического перехода.

## Эпидемиология
Возбудителем чумы является грамотрицательная бактерия Yersinia pestis, названная по имени своего первооткрывателя, Александра Йерсена. В мокроте палочка чумы может сохраняться до 10 дней. На белье и одежде, испачканных выделениями больного, она сохраняется неделями, так как слизь и белок предохраняют её от губительного действия высыхания. В трупах животных и людей, погибших от чумы, она выживает с начала осени до зимы. Низкая температура, замораживание и оттаивание не уничтожает возбудителя. Губительными для Y. pestis являются высокая температура, солнечное освещение и высыхание. Нагревание до 60 ºС убивает данный микроорганизм через 1 час, до 100 ºС — за несколько минут. Чувствительна к различным химическим дезинфектантам.

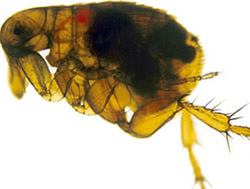
Блоха Xenopsylla cheopis, заражённая бактериями чумы (видны как тёмная масса)

Природным переносчиком чумы служит блоха Xenopsylla cheopis, в настоящее время паразитирующая на грызунах, а в Средние века повсеместно распространённая и на людях. Блоха может заражаться чумой как при укусе больного животного, так и при укусе человека, больного септической формой чумы, когда развивается чумная бактериемия. Без современного лечения чума практически всегда заканчивается летальным исходом, а в терминальном периоде болезни любая форма чумы превращается в септическую. Поэтому источником заражения в Средние века мог быть любой больной человек.
В циркуляцию возбудителей чумы могла включаться и человеческая блоха Pulex irritans, которая не переходит на крыс и других грызунов, но также способна передавать чуму от человека к человеку.
Механизм заражения человека следующий: в преджелудке инфицированной блохи чумные бактерии размножаются в таком количестве, что образуют буквально пробку (так называемый «блок»), закрывая собой просвет пищевода, вынуждая заражённую блоху срыгивать слизистую бактериальную массу в ранку, образующуюся от укуса. Кроме того, замечено, что заражённая блоха из-за того, что глотание происходит с трудом и в желудок попадает гораздо меньше обычного, вынуждена кусать чаще и пить кровь с большим ожесточением. Одна блоха может за короткий срок заразить до 11 хозяев.

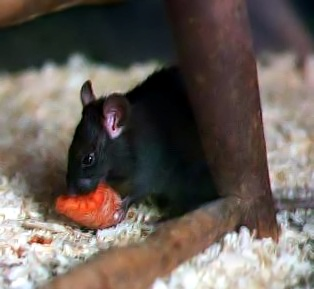
Чёрная крыса — переносчик чумы и хозяин блохи Xenopsylla cheopis

«Чумной блок» у зараженной блохи Xenopsylla cheopis образуется не сразу, а через 8 — 24 дней. За это время блоха могла сменить несколько хозяев (не заражая их) или, забившись в багаж или седельную сумку, добраться до следующего караван-сарая, где находила себе нового хозяина, и эпидемия делала ещё шаг, продвигаясь со скоростью около 4 км в сутки.
Естественный хозяин чумной блохи — чёрная крыса — также отличается высокой выносливостью и подвижностью и способна путешествовать на большие расстояния в продовольственных запасах наступающей армии, фураже или пище торговцев, перебегать от дома к дому, а также обмениваться паразитами с местным крысиным населением, продолжая, таким образом, эстафету болезни.

## Клиническая симптоматика

### В современной науке
Инкубационный период при чуме варьирует от нескольких часов до 9 суток.
С учётом способа заражения, локализации и распространённости заболевания выделяют следующие клинические формы чумы: кожную, бубонную, первично-лёгочную, первично-септическую, кишечную, вторично-септическую и кожно-нарывную. Две последние формы в настоящее время встречаются редко, а при средневековых эпидемиях, когда практически каждый случай чумы оканчивался смертью, — наоборот, часто.
Возбудитель проникает через повреждения кожи вследствие укуса блохи или больного чумой животного, через слизистую оболочку или воздушно-капельным путём. Затем он достигает лимфатических узлов, в которых начинает бурно размножаться. Болезнь начинается внезапно: сильная головная боль, высокая температура с ознобом, лицо гиперемировано, затем оно темнеет, под глазами появляются тёмные круги. Бубон (увеличенный воспалённый лимфатический узел) появляется на второй день заболевания.
Лёгочная чума является наиболее опасной формой заболевания. Она может возникнуть либо как результат осложнения бубонной чумы, либо при заражении воздушно-капельным путём. Болезнь также развивается бурно. Больной лёгочной чумой представляет исключительную опасность для окружающих, так как с мокротой выделяет большое количество возбудителей.

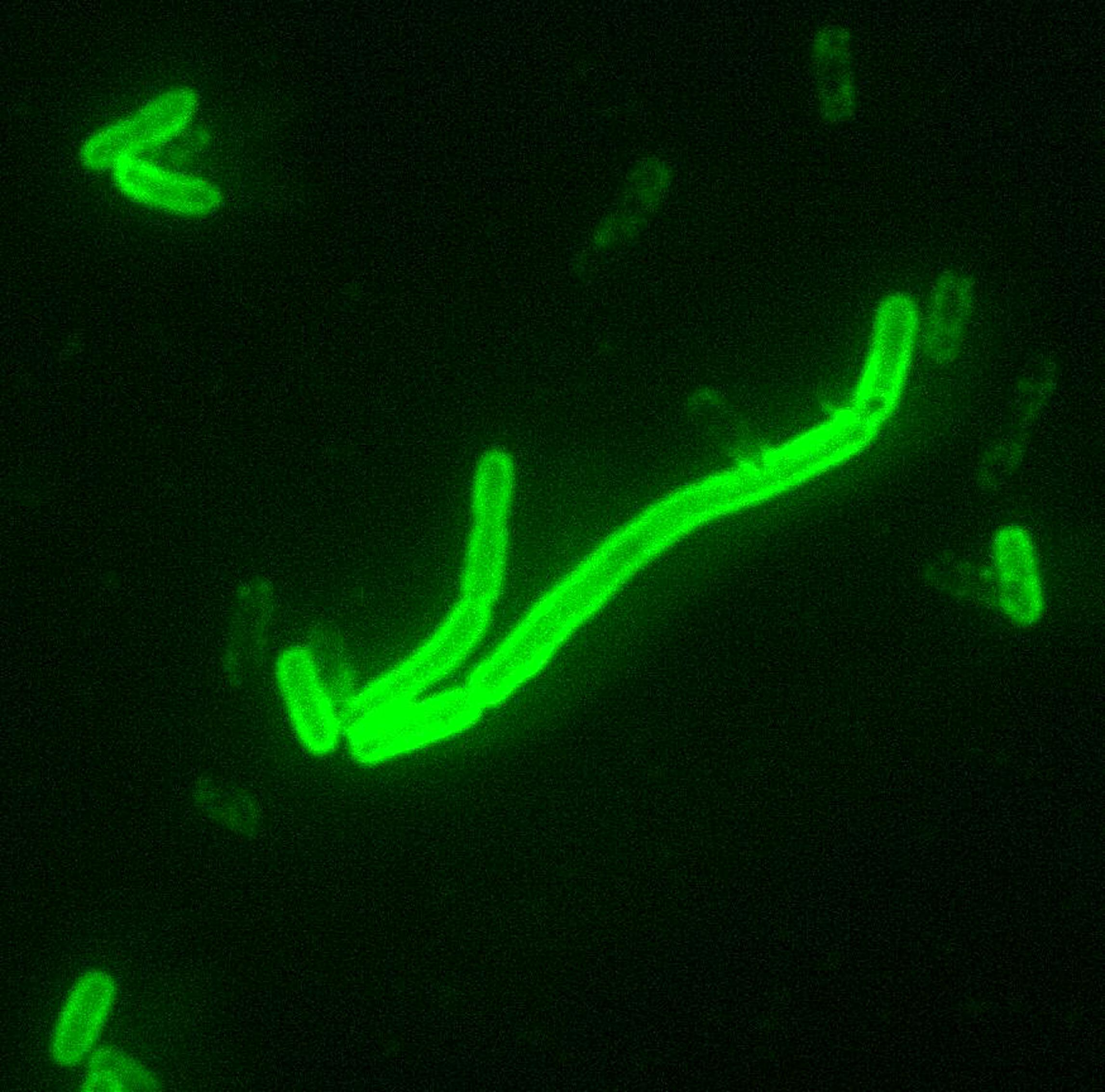
Палочка Y. pestis при флюоресцентной микроскопии, 200-кратное увеличение

Бубонная форма чумы развивается при проникновении возбудителя в кровь через кожу. На первом же защитном рубеже (в регионарных лимфатических узлах) он захватывается лейкоцитами. Чумные палочки приспособлены к размножению в фагоцитax. В результате лимфатические узлы теряют свою защитную функцию, превращаясь в «фабрику микробов». В самом лимфатическом узле развивается острый воспалительный процесс, в который вовлекаются его капсула и окружающие ткани. В результате на второй день заболевания образуется крупное болезненное уплотнение — первичный бубон. Лимфогенно возбудители могут проникать в ближайшие лимфатические узлы, формируя вторичные бубоны первого порядка.
Из бубона, утратившего способность задерживать инфекцию, возбудители поступают в кровь — развивается транзиторная бактериемия, которая, кроме всего прочего, делает возможным инфицирование укусивших больного блох и образование эпидемических цепочек типа «человек — блоха — человек». Разрушающиеся в крови чумные палочки выделяют токсины, которые вызывают тяжёлую интоксикацию, вплоть до инфекционно-токсического шока. На фоне транзиторной бактериемии возможен занос возбудителя в отдалённые лимфатические узлы с формированием вторичных бубонов второго порядка. Нарушение факторов свёртывания крови за счёт выделяемых бактериями веществ способствует развитию кровотечений, образованию гематом, имеющих тёмно-багровый цвет.
Первично-септическая чума также развивается при проникновении возбудителя в кровь через кожу, но при высокой вирулентности возбудителя и/или низкой сопротивляемости организма (во времена Чёрной смерти такая форма часто возникала у людей определённых генотипов, которые чума сама же и элиминировала) первичные бубоны отсутствуют. Минуя регионарные лимфатические узлы, микроорганизмы сразу попадают в кровь и разносятся по всем органам.
Особо опасным является поражение лёгких. Микробы и их токсины разрушают стенки альвеол. Больной начинает распространять возбудителя чумы воздушно-капельным путём. Первично-лёгочная чума возникает при воздушно-капельном пути заражения, она характеризуется тем, что первичный процесс развивается в альвеолах. В клинической картине характерным является быстрое развитие дыхательной недостаточности.
Каждая из клинических форм чумы имеет свои особенности. Профессор Брауде так описывает поведение и вид больного бубонной чумой в первые дни заболевания:
Внешний вид больного, его поведение, состояние психики и моторики сразу же обращают на себя внимание и послужили основанием для возникновения народного понятия об «очумелости». Резкая гиперемия лица, его одутловатость, резкая гиперемия слизистых глаз («глаза разъярённого быка») и верхних дыхательных путей с небольшой иктеричностью дополняют картину возбуждения.
Лицо больного чумой получило латинское название facies pestica, по аналогии с термином facies Hippocratica (маска Гиппократа), обозначающим лицо умирающего человека.
При попадании возбудителя в кровь (из бубона или при первично-септической форме чумы) уже через несколько часов после начала заболевания появляются кровоизлияния на коже и слизистых оболочках.

### В описаниях XIV века
Описание состояния чумных больных в эпоху второй эпидемии дошло до нас всё в том же манускрипте де Мюсси, «Истории» Иоанна Кантакузина, Никифора Григоры, Дионисия Колле, арабского историка Ибн аль-Хатиба, Де Гиня, Боккаччо и других современников.
Согласно их утверждениям, чума проявлялась в первую очередь в «непрерывной лихорадке» (febris continuae). Больные отличались повышенной раздражительностью, бились и бредили. Сохранившиеся источники рассказывают о «больных, бешено орущих из окон»: как предполагает Джон Келли, инфекция поражала также центральную нервную систему. Возбуждение сменялось чувством угнетённости, страха и тоски, болями в области сердца. Дыхание больных было коротким и прерывистым, часто сменяясь кашлем с кровохарканием или мокротой. Моча и кал окрашивались в чёрный цвет, кровь темнела до черноты, язык высыхал и также покрывался чёрным налётом. На теле возникали чёрные и синие пятна (петехии), бубоны, карбункулы. Особенно поражал современников тяжёлый запах, исходивший от заболевших.
Часть авторов также говорят о кровохаркании, которое рассматривалось как признак скорой смерти. Шолиак особо отмечал этот симптом, называя Чёрную смерть «чумой с кровохарканием».
Во многих случаях чума протекала в бубонной форме, вызываемой собственно укусом заражённой блохи. В частности, она была характерна для Крыма, где де Мюсси описал протекание болезни как начинавшейся с колющих болей, затем жара и наконец появления твёрдых бубонов в паху и под мышками. Следующим этапом была «гнилостная горячка», сопровождаемая головной болью и помрачением сознания, на груди появлялись «опухоли» (карбункулы).
Похожие симптомы имела чума в итальянских городах, но здесь к вышеперечисленному прибавлялись носовое кровотечение и свищи. О кровохаркании итальянцы не упоминают — исключением является единственная рукопись, известная благодаря Лудовико Муратори.
В Англии чума чаще проявлялась в лёгочной форме, с кровохарканием и кровавой рвотой, причём больной, как правило, умирал в течение двух суток. То же самое отмечают норвежские хроники, русские летописцы говорят о чёрных пятнах на коже и лёгочных кровотечениях.
Во Франции, согласно записям Шолиака, чума проявлялась в обеих формах — в первый период своего распространения (два месяца) в основном в лёгочной форме, больной умирал на третьи сутки, во второй — в бубонной, причём время жизни увеличивалось до пяти дней.
Особенный ужас наводила на средневековых людей первично-септическая чума, характерная для Константинополя. Внешне здоровый человек при ней погибал в тот же день, так, младший сын императора Иоанна Кантакузина, Андроник, угас в течение трёх часов.
Русские летописи говорят о свойстве и признаках болезни таким образом:
«Вдруг ударит как ножом в сердце, в лопатку или между плечами; огонь пылает внутри; кровь течет горлом; выступает сильный пот и начинается дрожь. У других делаются железы, на шее, бедре, под скулою, пазухою или за лопаткою. Следствие одно: смерть неизбежная, скорая, но мучительная. Не успевали хоронить тел; едва десять здоровых приходилось на сто больных; несчастные издыхали без всякой помощи. В одну могилу зарывали семь, восемь и более трупов. Многие домы совсем опустели; в иных осталось по одному младенцу».

## Медицинские меры противодействия

### Состояние медицины в Средневековье

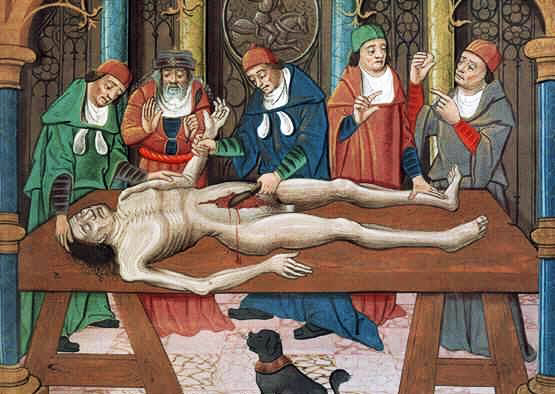
Вскрытие трупа. Миниатюра. Франция, XV век

Во времена Чёрной смерти медицина в христианской Европе находилась в глубоком упадке. Во многом это было связано с примитивно-религиозным подходом ко всем сферам знания. Даже в одном из крупнейших средневековых университетов — Парижском — медицина считалась второстепенной наукой, так как ставила себе задачей «излечение бренного тела». Иллюстрацией тому является, среди прочего, анонимная аллегорическая поэма XIII века о «Свадьбе Семи Искусств и Семи Добродетелей». В этом сочинении Госпожа Грамматика выдаёт замуж своих дочерей — Диалектику, Геометрию, Музыку, Риторику и Теологию, после чего к ней приходит Дама Физика (тогдашнее название медицины) и также просит найти ей мужа, получая от Грамматики недвусмысленный ответ: «Вы не из нашей семьи. Ничем не могу вам помочь».
Некое руководство того времени, автор которого остался неизвестен, вменяло в обязанность врачу после входа в дом спрашивать родственников больного, исповедовался ли тот и причастился ли он святых тайн. Если этого сделано не было, больной должен был исполнить свой религиозный долг немедленно или, по крайней мере, пообещать это сделать, ибо спасение души полагалось важнее спасения тела.
Хирургия считалась слишком грязным ремеслом, которым церковные правила не разрешали заниматься священнику, даже имеющему медицинское образование, что означало в реальной жизни четкое разделение в Европе профессий учившегося в университете античной медицине врача (physician) и менее ученого хирурга-практика (surgeon), почти всегда принадлежавших к разным цехам. Анатомирование мёртвых никогда не запрещалось, однако реально распространилось только с XIV—XV вв., преобладающим оставалось теоретическое изучение анатомии по книгам Галена.
Талантливые медики постоянно рисковали попасть в поле зрения инквизиции, но особенное возмущение коррумпированной части духовенства вызывало то, что врачи пользовались авторитетом и уважением у сильных мира сего, отвлекая на себя вознаграждения и милости. Один из медиков[кто?] того времени писал:
Клирики по обыкновению толпятся у изголовия больных, из всех сил тщась доказать великую действенность своего вмешательства, воззвания к святым, реликвий, освященных свечей, обеден, милостыни, пожертвований и прочего благочестивого шарлатанства. Случись врачу одержать победу над недугом, это приписывается заступничеству святых, обетам и молитвам клириков. Случись же ему умереть, виноваты в этом, конечно же, врачи.

### Гипотезы о причинах чумы и предлагаемые меры профилактики
Что касается тогдашней науки об эпидемических болезнях, в ней боролись два основных направления. Первое, связанное с именем одного из последних атомистов древности, Лукреция Кара, полагало причиной их возникновения некие невидимые глазу «семена болезни», или мельчайшие болезнетворные «скотинки» (Марк Варрон), проникавшие в организм здорового человека при контакте с заболевшим. Это учение, получившее в дальнейшем название учения о контагии (то есть «заражении»), в те времена получило своё дальнейшее развитие уже после открытия ван Левенгука. Как средство профилактической борьбы с чумой контагионисты предлагали изоляцию больных и длительные карантины: «Следует, насколько это возможно, старательно избегать публичных споров, дабы люди не дышали друг на друга и один человек не мог заразить нескольких. Итак, следует оставаться в одиночестве и не встречаться с людьми, прибывшими из тех мест, где воздух отравлен».
Однако наличие или отсутствие невидимых «чумных скотинок» представлялось достаточно умозрительным; тем более для врачей тогдашнего времени казалась привлекательной теория «миазмов», созданная великими умами древности — Гиппократом и Галеном — и развитая затем «шейхом врачей» Авиценной. В кратком изложении суть теории можно свести к отравлению организма неким ядовитым веществом («пневмой»), выделяющимся из земных недр. В основе её лежало вполне здравое наблюдение о гибельности для людей испарений болот и прочих «нездоровых мест» и привязанности определённых заболеваний к определённым же географическим пунктам. Отсюда, по мнению «миазматиков», ветер способен разносить ядовитые испарения на огромные расстояния, причём яд может как держаться в воздухе, так и отравлять собой воду, пищу и предметы быта. Вторичным источником миазмов становится больное или мёртвое тело — что «подтверждалось» во время чумной эпидемии тяжёлым запахом, сопутствующим заболеванию, и трупным смрадом. Впрочем, и здесь врачи расходились в понимании, откуда берутся ядовитые испарения. Если древние без колебаний считали их причиной «телурические» (то есть почвенные) выделения, в обычном состоянии безопасные, которые превращает в смертельный яд болотное гниение, в Средние века появились мнения о космическом влиянии на процесс возникновения «миазмов», причём в качестве главного виновника выступала планета Сатурн, отождествляемая с апокалиптическим всадником-Смертью. По мнению «миазматиков», приливное воздействие планеты пробуждает ядовитые испарения болот.
Наличие миазма определялось запахом, но о том, какого типа должен быть запах чумы, имелись диаметрально противоположные мнения. Так, сохранились воспоминания о «ветре, доносившем запах словно бы из розового сада», после чего в ближайшем городе, конечно же, началась эпидемия. Но гораздо чаще чуме приписывали запахи резкие и тяжёлые, так, в Италии считали причиной эпидемии огромного кита, выброшенного волнами на берег и «распространившего вокруг себя нестерпимое зловоние».
Для борьбы с эпидемией предлагалось несколько простых средств:
- Бежать из заражённой местности и в безопасности дожидаться конца эпидемии. Именно отсюда происходит знаменитая средневековая присказка «дальше, дольше, быстрее», придуманная, по преданию, знаменитым персидским философом и врачом Абу Бакром Ар-Рази. Бежать требовалось как можно дальше, как можно быстрее и оставаться вдали от заражённой местности достаточно долго, чтобы окончательно убедиться, что опасность миновала. Врачи советовали перебраться в «скромный домик [в деревне], не подверженный сырости, вдали от кладбищ, скотомогильников и грязной воды, а также от огородов, где растёт лук-порей, капуста или иные растения, на каковых имеют обыкновение оседать чумные миазмы»[140];
- Очищение воздуха в заражённой местности или доме. С этой целью через город гнали стада, чтобы дыхание животных очистило атмосферу (один из специалистов того времени приписывал подобную способность лошадям и потому настоятельно советовал своим пациентам на время эпидемии перебираться в конюшни). Ставили блюдечки с молоком в комнату умершего, чтобы таким образом поглощать заразу. С той же целью в домах разводили пауков, способных, по убеждению того времени, адсорбировать разлитый в воздухе яд. Для того, чтобы разогнать заражённый воздух, звонили в колокола и палили из пушек. В комнатах с той же целью выпускали летать небольших пичужек, чтобы они взмахами крылышек проветривали помещение[141].
- Индивидуальная защита, которая понималась как создание некоего буфера между человеком и заражённой средой. Ввиду того, что действенность подобной буферной защиты можно было определить исключительно с помощью собственного обоняния, она считалась хорошей, если удавалось совершенно уничтожить или по крайней мере ослабить «чумной запах». По этой причине рекомендовалось носить с собой и часто нюхать цветочные букеты, бутылочки с духами, пахучие травы и ладан. Советовали также наглухо закрывать окна и двери, закрывать окна пропитанной воском тканью, чтобы не допустить проникновения в дом заражённого воздуха[142]. Впрочем, иногда предлагалось забивать чумное зловоние зловонием ещё более жестоким — рецепты такого сорта были порой продиктованы отчаянием и беспомощностью. Так, крымские татары разбрасывали по улицам собачьи трупы, европейские врачи советовали держать в домах козлов. Давались даже рекомендации подолгу задерживаться в отхожем месте, вдыхая тамошние ароматы, поскольку имелись наблюдения по поводу того, что чистильщики отхожих мест меньше страдают от эпидемии. Подобное предложение вызвало, впрочем, протест уже у тогдашних специалистов, указывавших, что подобное «отвратительно в обычной ситуации, и трудно ожидать, чтобы оно помогло во время эпидемии»[143].

Врачи рекомендовали воздерживаться от потребления домашней и дикой водоплавающей птицы, питаться супами и бульонами, не спать после рассвета и, наконец, воздерживаться от интимного общения с женщинами, а также (памятуя о том, что «подобное привлекает подобное») воздерживаться от мыслей о смерти и страха перед эпидемией и во что бы то ни стало сохранять бодрое настроение духа.

### Лечение
Лучшие умы средневековья не заблуждались относительно возможности излечения чумных больных. Арсенал средневекового врача, включавший лекарства на растительной или животной основе, а также хирургические инструменты, был совершенно бессилен против эпидемии. «Отец французской хирургии» Ги де Шолиак называл чуму «унизительной болезнью», противопоставить которой врачебному сословию было нечего. Франко-итальянский врач Раймонд Шален ди Винарио не без горького цинизма замечал, что «не может осуждать врачей, отказывающих в помощи зачумлённым, ибо никто не желает последовать за своим пациентом». Кроме того, с усилением эпидемии и ростом страха перед чумой всё больше медиков старались также найти спасение в бегстве, хотя этому можно противопоставить и подлинные случаи преданности своему делу. Так, Шолиака, по его собственному признанию, от бегства удержал только «страх перед бесчестьем», ди Винарио же против собственного совета оставался на месте и умер от чумы в 1360 году.

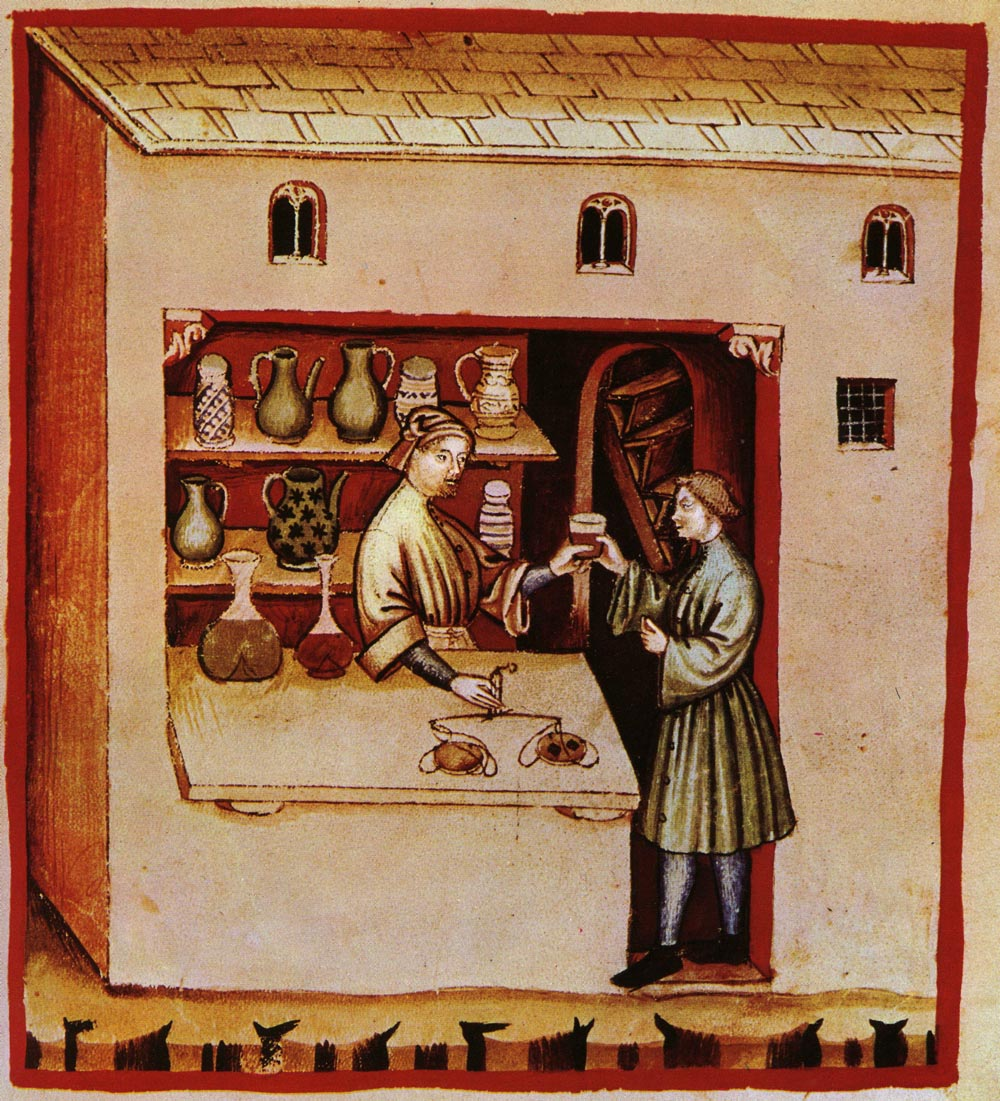
Аптека. Миниатюра из Tacuinum sanitatis — средневекового трактата о здоровье. XIV век

Клиническая картина чумы, с точки зрения медицины XIV века, выглядела следующим образом: миазмы, проникнув в организм, рождают в области сердца заполненный ядом бубон или фурункул, который, затем, прорвавшись, отравляет кровь.
Попытки лечения, хотя крайне малоэффективные, всё же предпринимались. Шолиак вскрывал чумные бубоны и прижигал их раскалённой кочергой. Чуму, понимаемую как отравление, пытались лечить существующими на тот момент противоядиями, в частности, «французским териаком», к бубонам прикладывали высушенные шкурки жаб и ящериц, способных, по распространённому в те времена убеждению, вытягивать из крови яд, с той же целью употребляли драгоценные камни, в частности, размолотый в порошок изумруд.
В XIV веке, когда наука ещё тесно переплеталась с магией и оккультизмом, а многие аптекарские рецепты составлялись по правилам «симпатии», то есть воображаемой связи человеческого тела с теми или иными объектами, подействовав на которые, якобы можно было лечить болезнь, многочисленными были случаи шарлатанства или искреннего заблуждения, приводившие к самым нелепым результатам. Так, сторонники «симпатической магии» пытались «вытянуть» болезнь из тела с помощью сильных магнитов. Результаты подобного «лечения» неизвестны, но вряд ли они были удовлетворительны.
Наиболее здравым представлялось поддерживать силы больного хорошим питанием и укрепляющими средствами и ждать, чтобы сам организм поборол болезнь. Но случаи выздоровления во время эпидемии Чёрной смерти были единичными и почти все пришлись на конец эпидемии.

### Чумные доктора

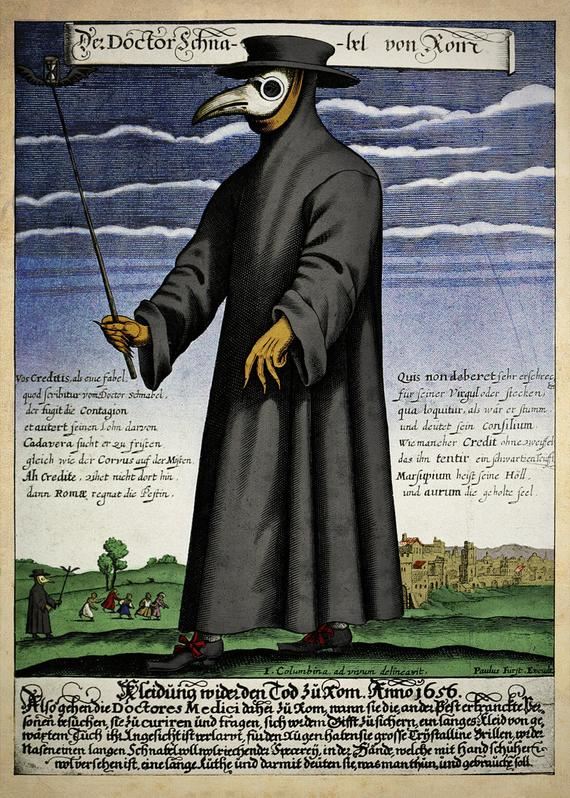
Доктор Шнабель фон Ром («Доктор Клюв Рима»), гравюра Поля Фюрста, 1656

В этих условиях сеньоры или города оплачивали услуги специальных «чумных докторов», в обязанности которых входило оставаться в городе до конца эпидемии и лечить тех, кто стал её жертвой. Как правило, за эту неблагодарную и крайне опасную работу брались посредственные медики, неспособные найти для себя лучшего, или юные выпускники медицинских факультетов, пытавшиеся составить себе имя и состояние быстрым, но крайне рискованным путём.
Считается, что первых чумных докторов нанял папа Климент VI, после чего эта практика стала применяться по всей Европе.
Для защиты от «миазмов» чумные доктора носили ставшую позднее знаменитой клювастую маску (отсюда их прозвище во время эпидемии «клювастые врачи» (фр. docteurs à bec). Маска, вначале закрывавшая только лицо, но после возвращения чумы в 1360 году начавшая полностью покрывать голову, делалась из плотной кожи, со стёклами для глаз, причём в клюв закладывались цветы и травы — розовые лепестки, розмарин, лавр, ладан и т. д., должные защищать от чумных «миазмов». Для того, чтобы не задохнуться, в клюве проделывались два небольших отверстия. Плотный костюм, как правило, чёрного цвета, также делался из кожи или вощёной ткани, состоял из длинной рубахи, спускавшейся до пят, штанов и высоких сапог, а также пары перчаток. В руки чумной доктор брал длинную трость — её использовали для того, чтобы не дотрагиваться до пациента руками и, кроме того, разгонять на улице досужих зевак, ежели таковые найдутся. Этот предшественник современного противочумного костюма спасал не всегда, и многие врачи погибали в попытках оказать помощь своим пациентам.
В качестве дополнительной защиты чумным докторам рекомендовался «хороший глоток вина со специями»; как обычно бывает в истории, трагедии сопутствовал фарс: сохранился характерный анекдот о группе кенигсбергских докторов, которые, несколько перестаравшись в плане дезинфекции, были арестованы за пьяный дебош.

## Административные меры противодействия
«Венецианцы как свиньи, тронь одну, все сгрудятся вместе и бросятся на обидчика», — отмечал хронист. Действительно, Венеция во главе с дожем Дандоло была первой, и какое-то время единственной из европейских стран, сумевшей организовать своих граждан, чтобы избежать хаоса и мародёрства, и вместе с тем, сколь то было возможно, противодействовать разгулу эпидемии.
В первую очередь, 20 марта 1348 года, приказом венецианского совета, в городе была организована специальная санитарная комиссия из трёх венецианских дворян. Входящие в гавань корабли предписано было подвергать досмотру, и, если найдены были «прячущиеся иностранцы», больные чумой или мертвецы, — корабль немедленно сжигать. Для захоронения умерших был отведён один из островов в венецианской лагуне, причём могилы предписано было рыть на глубину не менее полутора метров. Начиная с 3 апреля и вплоть до конца эпидемии, изо дня в день специальные похоронные команды должны были проплывать по всем венецианским каналам, криком «Мёртвые тела!» требуя от населения выдавать им своих умерших для захоронения. Специальные команды для сбора трупов изо дня в день обязаны были посещать все больницы, богадельни и просто собирать умерших на улицах. Любому венецианцу полагались последнее напутствие местного священника и захоронение на чумном острове, получившем название Лазаретто — как полагает Джон Келли, по имени ближайшей церкви Св. Девы Назаретской, по предположению Иоганна Нола — от монахов Святого Лазаря, ходивших за больными. Здесь же проходили сорокадневный карантин прибывшие с Востока или из зачумлённых мест, здесь же в течение сорока дней должны были оставаться их товары — срок был выбран в память о сорокадневном пребывании Христа в пустыне (отсюда происходит название «карантин» — от итальянского quaranta, «сорок»).
Для поддержания порядка в городе запрещена была торговля вином, закрыты все трактиры и таверны, любой торговец, пойманный с поличным, терял свой товар, причём предписывалось немедленно выбивать днища у бочек и сливать их содержимое прямо в каналы. Запрещались азартные игры, производство игральных костей (впрочем, ремесленники сумели обойти этот запрет, придавая костям форму молитвенных чёток). Закрывались публичные дома, своих любовниц мужчинам предписывалось либо немедленно отсылать прочь, либо столь же немедленно брать в жёны. Чтобы вновь населить опустевший город, были открыты долговые тюрьмы, смягчено законодательство о долговых выплатах, беглым должникам обещано прощение, в случае, если они согласятся покрыть одну пятую необходимой суммы.
С 7 августа, чтобы избежать возможной паники, запрещались траурные одежды и временно отменялся старинный обычай выставлять гроб с умершим у порога дома, оплакивая его всей семьёй на глазах у прохожих. Даже в то время, когда эпидемия достигла своего максимума и смертность составляла 600 человек в сутки, дож Андреа Дандоло и Большой Совет оставались на местах и продолжали работать. 10 июля бежавшим из города чиновникам было предписано в течение следующих восьми дней вернуться в город и возобновить работу, неподчинившимся грозили увольнением. Все эти меры действительно благотворно повлияли на порядок в городе, и в дальнейшем опыт Венеции переняли все европейские государства.

## Чума в официальной и народной религии

### Католическая церковь и чума

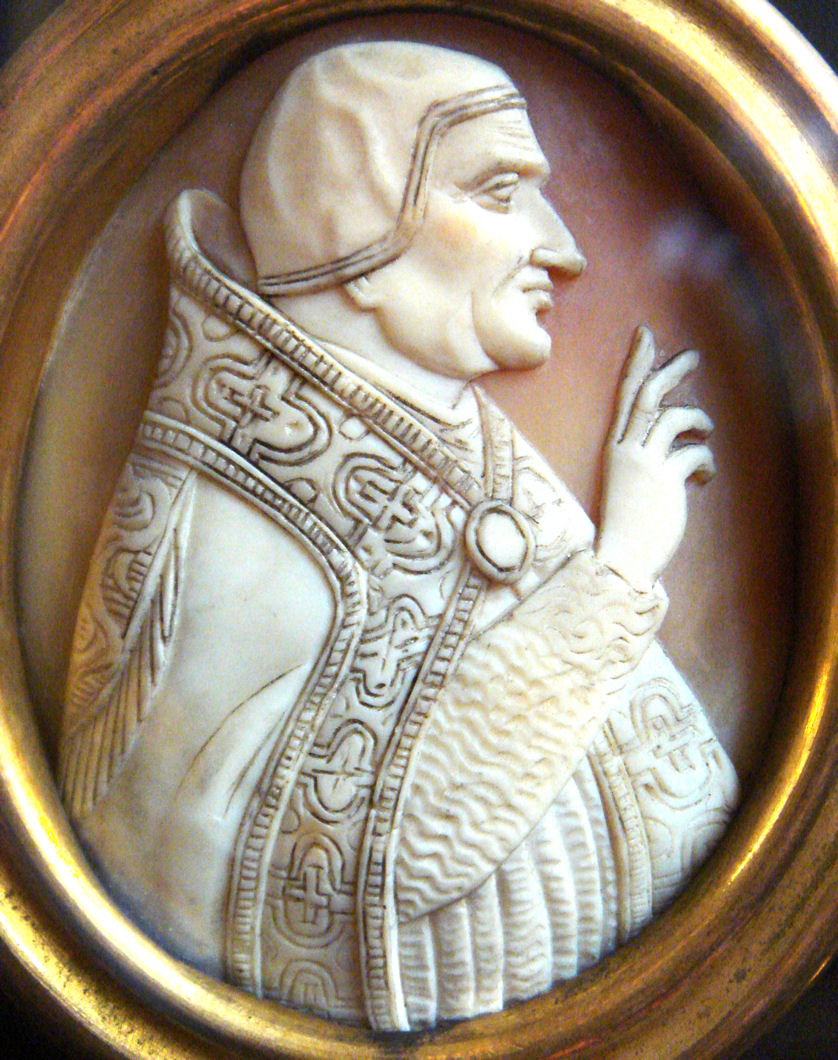
Папа Климент VI.
Поясное изображение на камее

С точки зрения Католической церкви, причины эпидемии были ясны — наказание за человеческие грехи, отсутствие любви к ближним, погоню за мирскими соблазнами при полном забвении духовных вопросов. В 1347 году, с началом эпидемии, церковь, а вслед за ней и народ, были убеждены, что грядёт конец света и сбываются пророчества Христа и апостолов. В войне, голоде и болезни видели всадников Апокалипсиса, причём именно чума должна была исполнить роль всадника, чей «конь блед и имя ему — Смерть». С чумой пытались бороться с помощью молебнов и крестных ходов, так, король Швеции Магнус II, когда опасность подступила к его столице, возглавил крестный ход босиком с непокрытой головой, моля об отвращении бедствия. Церкви были заполнены верующими. Как лучшее лекарство для уже заболевших или для того, чтобы избежать заражения, церковь рекомендовала «страх Божий, ибо Всевышний один может отвратить чумные миазмы». Покровителем чумных больных считался Святой Себастьян, с ним также было связано поверье о прекращении чумы в одном из городов, когда в местной церкви был построен и освящён придел, где установили статую этого святого.
Из уст в уста передавался рассказ о том, что ослик, вёзший в Мессину, где началась эпидемия, статую Святой Девы, вдруг остановился и никакими усилиями не удалось сдвинуть его с места. Уже с началом эпидемии, когда жители Мессины стали просить у катанийцев для спасения от гибели прислать им мощи Святой Агаты, епископ Катании Герардус Орто согласился было это сделать, но тому воспротивились его собственные прихожане, угрожая смертью, если он решит оставить город без защиты. «Что за ерунда, — возмущался фра Микеле, — Если бы святая Агата захотела в Мессину, она сама бы о том сказала!» В конце концов, противоборствующие стороны пришли к компромиссу, договорившись, что патриарх совершит кропление святой водой, в которой была омыта рака Святой Агаты. В результате сам епископ умер от чумы, болезнь же продолжала завоёвывать всё новые и новые пространства.
В подобных условиях жизненно важным становился вопрос — что вызвало Божий гнев и каким образом умилостивить Всевышнего, чтобы мор прекратился раз и навсегда. В 1348 году причину несчастья видели в новой моде на ботинки с длинными высоко загнутыми носами, которые особенно возмущали Бога.
Священники, принимавшие последнюю исповедь умирающих, становились частыми жертвами чумы, поэтому в разгар эпидемии в части городов уже невозможно было найти никого, способного совершить таинство соборования или прочесть отходную над покойником. Боясь заражения, священники и монахи также попытались защитить себя, отказываясь приближаться к больным и, вместо этого, через специальную «чумную щель» в двери подавая им хлеб для причастия на ложке с длинной ручкой или же проводя соборование с помощью палки с концом, смоченным в елее. Впрочем, известны были и случаи подвижничества, так, по преданию, на это время приходится история отшельника по имени Рох, самоотверженно ухаживавшего за больными, позднее канонизированного Католической церковью.
В 1350 году, в самый разгар эпидемии, папа Климент VI объявил очередной Святой год, специальной буллой приказав ангелам немедленно доставлять в рай любого, кто умрёт на дороге в Рим или же возвращаясь домой. Действительно, на Пасху в Рим собралось около 1 млн. 200 тыс. паломников, ищущих защиты от чумы, на Троицу к ним добавился ещё миллион, при том что в этой массе чума свирепствовала с таким ожесточением, что домой вернулась едва ли десятая часть. За один только год прибыль римской курии от их пожертвований составила астрономическую сумму в 17 миллионов флоринов, что подвигло тогдашних остряков отпустить ядовитую шутку: «Господь не желает смерти грешника. Пусть себе живёт и платит далее».
Сам папа Климент VI в это время находился вдали от охваченного чумой Рима, в своём авиньонском дворце, по совету личного врача — Ги де Шолиака, прекрасно отдававшего себе отчёт в опасности заражения, не подпуская к себе никого и постоянно поддерживая огонь в двух жаровнях, справа и слева от своей персоны. Отдавая должное суевериям времени, папа не расставался с «волшебным» изумрудом, вставленным в перстень, «каковой, будучи обращён к Югу, ослаблял действие чумного яда, будучи обращён к Востоку, уменьшал опасность заражения».
Во время эпидемии церкви и монастыри сказочно[сколько?] обогатились; желая избежать смерти, прихожане отдавали последнее, так что наследникам умерших оставались крохи, и некоторым муниципалитетам пришлось своим указом ограничить размер добровольных даяний. Однако же из страха перед болезнью монахи не выходили наружу, и паломникам оставалось складывать принесённое перед воротами, откуда оно забиралось по ночам.
В народе усиливался ропот, разочаровавшиеся в возможностях официальной церкви защитить своих «овец» от чумы, миряне стали задаваться вопросом, не грехи ли церковников вызвали Божий гнев. Вспоминались и уже вслух рассказывались истории о блуде, интригах и даже убийствах, случавшихся в монастырях, о симонии священников. Эти настроения, бывшие крайне опасными для церкви, в конечном итоге вылились в мощные еретические движения последующих времён, в частности, в движение флагеллантов.

### Флагеллантство

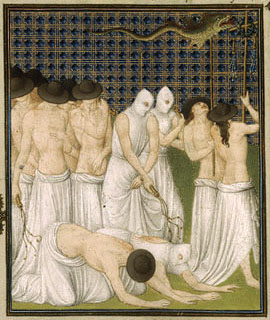
Кающиеся флагелланты. Изображение из Прекрасного часослова герцога Беррийского. Дракон наверху символизирует сатану

Секта флагеллантов (бичующихся) возникла, по разным сведениям, в середине XIII—XIV веков, когда весть об очередной катастрофе или бедствии вызывала религиозный экстаз у городской толпы, старавшейся с помощью аскезы и умерщвления плоти добиться милости Создателя и прекратить или предотвратить голод или эпидемию, но, так или иначе, достоверно установлено, что в годы Чёрной смерти это движение достигло небывалого размаха.
Флагелланты уверяли, будто на алтарь церкви Святого Петра в Иерусалиме однажды упала мраморная табличка с посланием от самого Христа, который, сурово попрекая грешников в несоблюдении пятничного поста и «святого воскресенья», объявляет им в качестве наказания начало чумной эпидемии. Божий гнев был столь велик, что он намеревался вовсе стереть человечество с лица Земли, но смягчился, благодаря мольбам святых Доминика и Стефана, предоставляя заблудшим последний шанс. Если же человечество будет упорствовать и далее, сообщало небесное письмо, следующими карами будут нашествие диких зверей и набеги язычников.
Члены секты, движимые единым стремлением подвергнуть свою плоть испытаниям, сравнимым с теми, которым подвергался перед распятием Христос, объединялись в группы до нескольких тысяч человек, возглавляемые единым руководителем, и странствовали из города в город, наводнив собой, в частности, Швейцарию и Германию. Очевидцы описывают их как монашествующих, одетых в чёрные плащи и капюшоны, с низко надвинутыми на глаза войлочными шапками и спинами «в рубцах и струпьях запёкшейся крови».
Остановить эпидемию религиозный фанатизм флагеллантов, конечно же, не мог, более того, известно, что именно они принесли с собой чуму в Страсбург, до того времени ещё не затронутый мором.
Как все религиозные фанатики своего времени, флагелланты в каждом из городов, в котором появлялись, требовали поголовного уничтожения евреев как «врагов Христа», и уже это вызывало недоверие и опасения папы Климента VI — но гораздо хуже, с точки зрения господствующей церкви, было то, что секта бичующихся, будучи подчёркнуто мирской — в ней не состояло ни одного священнослужителя, — претендовала на прямое общение с Богом, отвергая сложную обрядность и иерархию католицизма, проповедуя самостоятельно и столь же самовольно принимая друг у друга таинство исповеди и отпуская грехи.
Папа Климент был слишком умён и осторожен, чтобы прямо запретить флагеллантство, — рискуя, таким образом, вызвать бунт и ненависть народных масс. И он поступил благоразумно, поставив их под начальство церковных иерархов, предписав заниматься аскезой и самобичеванием исключительно поодиночке, у себя дома и только с благословения личного духовника, после чего флагеллантство, как массовое религиозное течение, практически прекратило своё существование. Вскоре после окончания эпидемии эта секта, как организованная структура, полностью исчезла.

### Бьянки

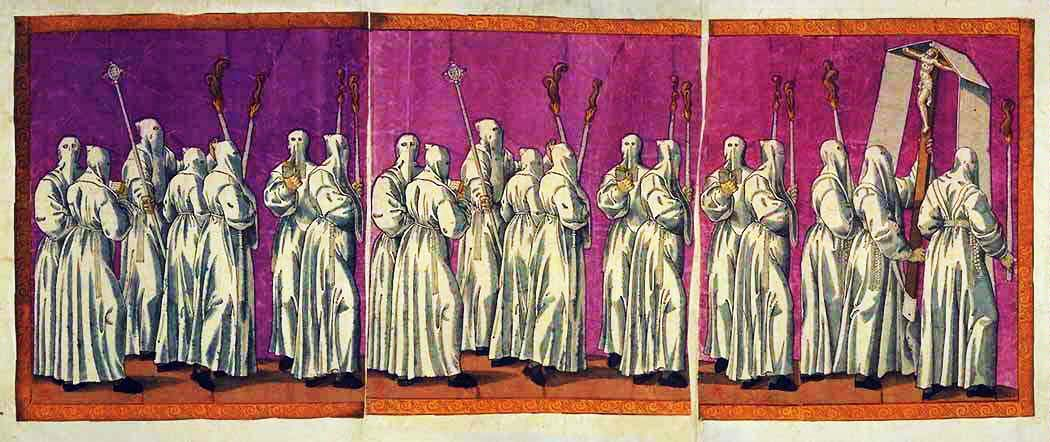
Бьянки. Изображение XVI века

Менее известной разновидностью фанатиков, пытавшихся остановить чуму подвигами во имя веры, были «одетые в белое» (лат. albati), также известные под своим итальянским названием bianchi. Иногда их полагают умеренной частью флагеллантов.
По мифологии этой секты, всё началось с того, что некий крестьянин повстречал в поле Христа, который, оставшись неузнанным, попросил у того хлеба. Крестьянин извинился, объяснив, что хлеба у него больше не осталось, но Христос попросил его посмотреть в сумке, где, к немалому удивлению её владельца, хлеб обнаружился в неприкосновенности. Далее Христос отправил крестьянина к колодцу, чтобы размочить хлеб в воде. Крестьянин возразил, что колодцев в этой местности нет, но всё же подчинился, и, конечно же, колодец сам собой явился в названном месте. Но возле колодца стояла Богородица, она отправила крестьянина обратно, приказав передать Христу, что «его матерь запрещает размачивать хлеб». Крестьянин выполнил поручение, на что Христос заметил, что «его матерь всегда на стороне грешников», и объяснил, что, если бы хлеб был размочен, погибло бы всё население Земли. Но теперь он готов помиловать падших и просит размочить лишь треть хлеба, что поведёт за собой смерть трети населения христианского мира. Крестьянин выполнил приказ, после чего началась эпидемия, остановить которую можно, лишь одевшись в белое, молясь и предаваясь посту и покаянию.
Другой вариант той же легенды рассказывал, что крестьянин ехал верхом на быке и вдруг неким чудом был перенесён в «отдалённое место», где его ждал ангел с книгой в руке, приказавший крестьянину проповедовать о необходимости покаяния и ношения белых одежд. Остальные указания, необходимые для того, чтобы смягчить Божий гнев, должны были быть найдены в книге.
Шествия бьянки собирали в городах не меньшие толпы, чем шествия их более радикально настроенных собратьев. Одетые в белое, со свечами и распятиями в руках, они двигались, распевая молитвы и псалмы, моля о «милосердии и мире», причём возглавляла собой процессию обязательно женщина, идущая между двумя маленькими детьми.
Однако и эти дальние предшественники реформации вызвали собой недовольство господствующей церкви, так как прямо упрекали её в стяжательстве, корыстолюбии и забвении заповедей Божьих, за что Господь и наказал свой народ эпидемией. Бьянки требовали от первосвященника добровольно отказаться от престола, уступив его «нищему папе», с этим требованием их глава, называвший себя Иоанном Крестителем, отправился в Рим, где, по приказу папы, закончил жизнь на костре; эта же судьба ожидала второго руководителя секты, пытавшегося поднять восстание против Святого Престола. Секта была официально запрещена.

### Хореомания
Если секты флагеллантов и «одетых в белое», при всём фанатизме своих последователей, всё же состояли из людей в здравом уме, хореомания, или одержимость танцем, была, с большой степенью вероятности, типичным массовым психозом, характерным, впрочем, для Средних веков.

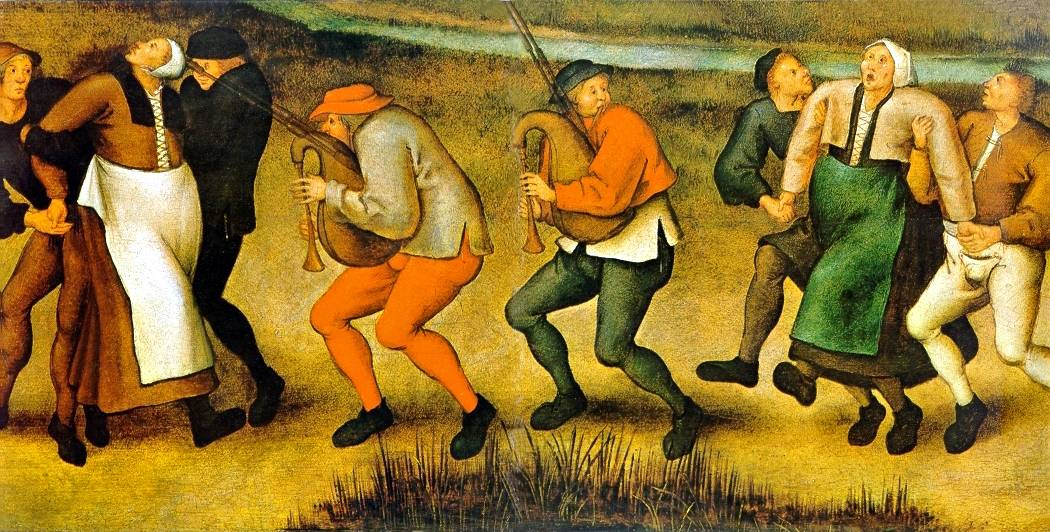
Питер Брейгель мл. «Одержимые пляской»

Жертвы хореомании без всякой видимой причины начинали прыгать, кричать и совершать нелепые движения, действительно напоминавшие собой некий неистовый танец. Одержимые сбивались в толпы до нескольких тысяч человек; бывало, что зрители, до определённого момента просто глазевшие на происходящее, сами присоединялись к пляшущей толпе, не в силах остановиться. Самостоятельно прекратить пляску одержимые не могли и зачастую покрывали расстояние до соседнего города или села, вопя и прыгая. Затем они падали на землю в полном изнеможении и засыпали на месте.
После этого психоз порой заканчивался, но иногда он продолжался в течение нескольких дней или даже недель. Одержимых хореоманией отчитывали в церквях, кропили святой водой, бывало, когда иные средства были исчерпаны, городские власти нанимали музыкантов, чтобы те подыгрывали неистовой пляске и тем самым скорее доводили больных ею до изнеможения и сна.
Случаи такого рода известны были и до эпидемии Чёрной смерти, но, если ранее они были единичными, по окончании эпидемии Чёрной смерти хореомания приняла пугающий размах, скачущие толпы насчитывали порой до нескольких тысяч человек. Предполагается, что таким образом выплёскивались нервное потрясение и ужас, вызванные эпидемией. Хореомания свирепствовала в Европе в XIV—XV веках, а затем исчезла.
Отношение внешних зрителей к одержимым хореоманией было неоднозначным, так, в средневековых хрониках можно найти и намёки, будто речь шла о профессиональных нищих, получавших по окончании представления щедрую милостыню, ради чего, собственно, всё и затевалось. Другие авторы склонялись к мысли об одержимости бесом, полагая экзорцизм единственным лекарством для подобного. В хрониках зафиксированы случаи, когда массовому танцу предавались беременные женщины, или о том, что многие танцоры, когда приступ заканчивался, умирали или всю дальнейшую жизнь страдали тиком или тремором конечностей.
Подлинные причины и механизм протекания хореомании остаются неизвестным до нынешнего времени.

### Народные суеверия, связанные с эпидемией

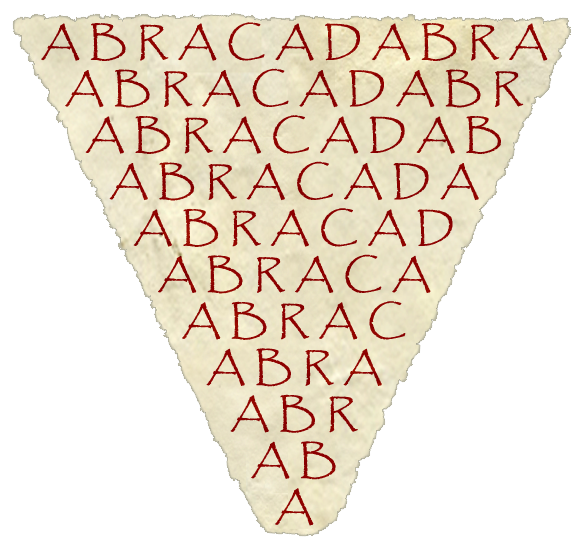
Противочумной амулет начала XVII века, Англия. Современная реконструкция

В расстроенном воображении людей, изо дня в день ожидавших смерти, призраки, привидения и, наконец, «знаки» являлись в любом самом незначительном событии. Так, рассказывали о столбе света в декабре 1347 года, в течение часа стоявшем после заката над папским дворцом, кому-то виделось, что из свеженарезанного каравая хлеба капает кровь, предупреждая о беде, которую осталось уже недолго ждать. Расстроенному воображению людей уже во время эпидемии являлись невероятные вещи — так, фра Микеле Пьяцца, летописец сицилийской чумы, с полным доверием пересказывает историю о чёрной собаке с мечом в передней лапе, которая, ворвавшись в мессинскую церковь, учинила там разгром, рубя в куски священные сосуды, свечи и светильники на алтаре.
Так, в славянских землях нагие женщины ночью опахивали деревню вокруг, причём во время совершения обряда никто иной из жителей не мог покинуть свой дом. Саамы песнями и заклинаниями отсылали чуму в «железные горы», причём для удобства передвижения её снабжали лошадьми и повозкой. Чучело, изображавшее чуму, сжигали, топили, замуровывали в стены, проклинали и отлучали в церквях.
Чуму пытались отвратить с помощью амулетов и заклинаний, причём жертвами подобных суеверий становились даже церковнослужители, тайком носящие на шее, вместе с крестом, серебряные шарики, заполненные «жидким серебром» — ртутью, или же мешочки с мышьяком. Страх перед гибелью от чумы приводил к тому, что народные суеверия проникали даже в церковь, получая официальное одобрение духовных властей, — так, в некоторых городах Франции (напр. в Монпелье) практиковался любопытный обряд — длинной нитью измеряли городскую стену, затем эта нить использовалась в качестве фитиля для гигантской свечи, зажигаемой на алтаре.
И, наконец, предполагается, что именно во время великой эпидемии в народном сознании сформировался образ Девы Чумы (нем. Pest Jungfrau, англ. Plague Maiden), оказавшийся невероятно живучим, отголоски этих верований все ещё существовали даже в просвещённом XVIII веке. По одному из вариантов, записанному в те времена, Дева Чума взяла в осаду некий город, причём любой, неосторожно открывший дверь или окно, добивался лишь того, что в жилище оказывался летучий красный шарф, и в скором времени хозяин дома умирал от болезни. Посему жители в ужасе заперлись в домах и уже не отваживались показываться снаружи. Но чума оказалась терпеливой и спокойно ждала, пока голод и жажда не вынудят их это сделать. Тогда некий дворянин решил пожертвовать собой ради спасения остальных и, выгравировав на своём мече слова «Иисус, Мария», открыл дверь. Немедленно в проёме показалась призрачная рука и вслед за ней краешек красного шарфа. Не растерявшись, храбрец рубанул по этой руке; в скором времени он умер от болезни вместе со всей своей семьёй, таким образом поплатившись за свою смелость, но раненая Чума предпочла убраться прочь и с тех пор остерегалась навещать негостеприимный город.

## Истерия «чумных мазей» и процессы над отравителями

### Социальная обстановка

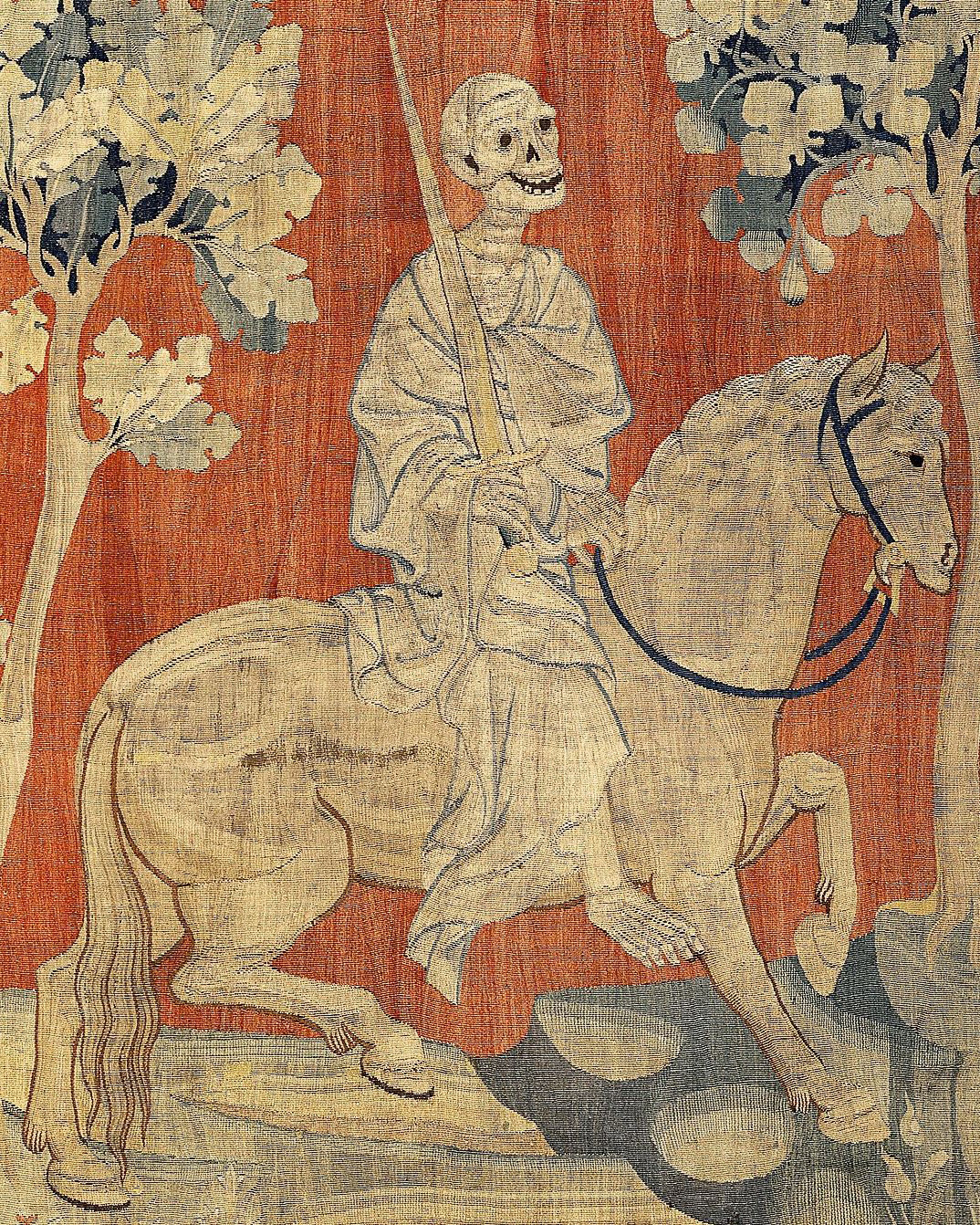
Четвёртый всадник Апокалипсиса. Фрагмент шпалеры из серии «Анжерский апокалипсис» работы Николя Батая, между 1373-м и 1387-м годами

Поражённые размахом и гибельностью эпидемии, превратившей, по выражению Иоганна Нола, всю Европу в огромную Хиросиму, обыватели не могли поверить, что подобная катастрофа может иметь естественное происхождение. Чумной яд, в форме некоего порошка, или как чаще полагали — мази, должен был распространяться отравителем или отравителями, под которыми понимались некие изгои, враждебно настроенные к основной массе населения.
В подобных измышлениях жители городов и сёл опирались, в первую очередь, на Библию, где Моисей рассеивает в воздухе пепел, после чего Египет поражается моровым поветрием. Образованные слои населения могли черпать подобную уверенность в римской истории, когда во время юстиниановой чумы 129 человек были признаны преднамеренно распространявшими заразу и казнены.
Кроме того, повальное бегство из городов, охваченных болезнью, породило анархию, панику и власть толпы. Из страха перед болезнью любого, вызывавшего малейшие подозрения, силой волокли в лазарет, бывший, если верить хроникам того времени, столь ужасным местом, что многие предпочитали покончить с собой, лишь бы не оказаться там. Эпидемия самоубийств, увеличивавшаяся вместе с распространением заразы, вынудила власти принять специальные законы, угрожавшие тем, кто наложит на себя руки, выставить их трупы на всеобщее обозрение. Вместе с больными в лазарет часто попадали и здоровые, найденные в одном доме с заболевшим или умершим, что, в свою очередь, заставляло людей скрывать больных и тайно хоронить трупы. Бывало, что в лазарет тащили просто состоятельных людей, желая вдоволь похозяйничать в опустевших домах, объясняя крики жертвы помрачением рассудка в результате болезни.
Могильщики, набиравшиеся из каторжников и галерных рабов, которых можно было привлечь к подобной работе только лишь обещаниями помилования и денег, бесчинствовали в городах, покинутых властью, врывались в дома, убивая и грабя. Молодых женщин, больных, мёртвых и умирающих продавали желающим совершить насилие, трупы волокли за ноги по мостовой, как полагали в те времена, специально разбрасывая по сторонам брызги крови, чтобы эпидемия, при которой каторжники чувствовали себя безнаказанными, продолжалась как можно дольше. Бывали случаи, когда в могильные рвы вместе с мёртвыми сваливали и больных, погребая заживо и не разбираясь, кто из них мог бы спастись.
Случаи преднамеренного заражения действительно случались, обязанные своим появлением, в первую очередь, распространённому в те времена гибельному суеверию, что избавиться от чумы можно было, «передав» её другому. Посему больные специально толкались на рынках и в церквях, норовя задеть или дыхнуть в лицо как можно большему числу людей. Кое-кто подобным образом спешил разделаться со своими недругами.
Предполагается, что первые мысли об искусственном происхождении чумы появились при виде повального бегства из городов состоятельной части населения. Но слух о том, что богачи сознательно травят бедняков (в то время, как богачи столь же упорно обвиняли в распространении болезни «нищих», пытающихся таким образом им отомстить), продержался достаточно недолго, на смену этому пришло иное — народная молва упорно обвиняла в искусственном заражении три категории населения — дьяволопоклонников, прокажённых и евреев, которые подобным образом «сводили счёты» с христианским населением.
В атмосфере истерии отравления, охватившей Европу, иностранец, мусульманин, путешественник, пьяный, юродивый — любой, привлекавший к себе внимание отличиями в одежде, поведении, речи, — уже не мог чувствовать себя в безопасности, а если у него при обыске находилось то, что толпе угодно было считать чумной мазью или порошком, участь его была предрешена.

### Преследование секты «отравителей»
Со времён разгула Чёрной смерти на некоторых церквях сохранились барельефы, изображающие коленопреклонённого человека, молящегося демону. В самом деле, в первую очередь расстроенному воображению людей, переживших катастрофу, представлялось, что в случившемся виновен враг рода человеческого. И хотя истерия «чумных мазей» в полной мере развернулась во время эпидемии 1630 года, её начало прослеживается уже в эпоху Чёрной смерти.
Дьявол показывался в городах собственной персоной — передавали рассказы о некоем богато одетом «князе» лет пятидесяти, с сединой в волосах, разъезжавшем на карете, запряжённой чёрными конями, который заманивал внутрь то одного, то другого жителя, в мгновение ока доставляя в свой дворец и там пытаясь соблазнить сундуками с сокровищами и обещанием, что жертва останется в живых во время эпидемии — в обмен же требовалось обмазывать дьявольским составом скамейки в церквях или стены и двери домов.
О составе гипотетической «чумной мази» нам известно из позднейшего сообщения преподобного Афанасия Кирхера, который пишет, что в её состав входили «аконит, мышьяк и ядовитые травы, а также другие ингредиенты, о каковых я не решаюсь написать». Доведённые до отчаяния сеньоры и городские власти обещали крупные награды за поимку отравителей на месте преступления, но, насколько известно из сохранившихся документов, ни одна подобная попытка не удалась. Зато схвачены были несколько человек, огульно обвинённых в изготовлении «чумных мазей», пытками у них вырывали признания, будто они получали от подобного занятия удовольствие «словно охотники, поймавшие дичь», после чего жертвы подобных оговоров отправлялись на виселицу или на костёр.
Единственной реальной подоплёкой для подобных слухов была, видимо, существовавшая в те времена секта люциферистов. Разочарование в вере и протест по отношению к христианскому Богу, с их точки зрения не могущему или не желающему улучшить земную жизнь своих адептов, привели к возникновению легенды об узурпации небес, откуда был с помощью предательства свергнут «истинный Бог — Сатана», который в конце мира сможет вернуть себе своё «законное владение». Однако не существует каких-либо документальных подтверждений непосредственного участия люциферистов в распространении эпидемий или даже в изготовлении гипотетической мази.

### Разгромы лепрозориев

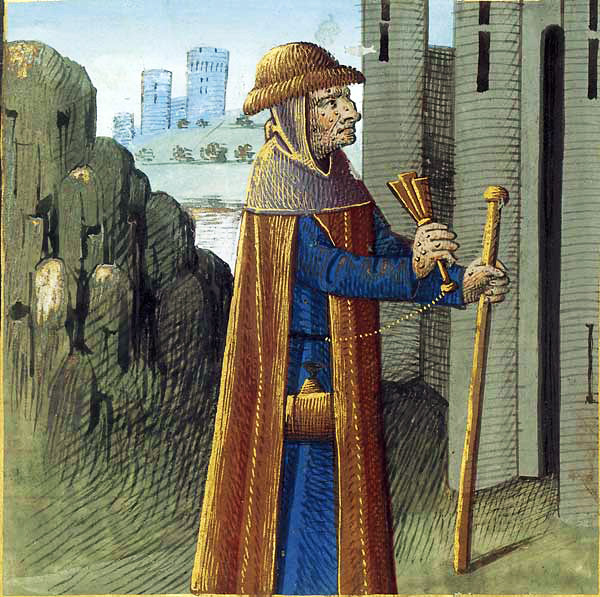
Прокажённый. Миниатюра из французского издания трактата «О свойствах вещей» Бартоломея Английского. XV век

Проказа, свирепствовавшая в Европе в предшествующие века, достигла максимума в XIII столетии. Опираясь на библейские заветы изгонять и гнушаться прокажённых (и, вероятно, из страха заражения), над ними совершали похоронный обряд, бросая на больного лопатами землю, после чего человек становился отщепенцем и мог найти себе приют лишь в лепрозории, добывая на жизнь исключительно выпрашиванием милостыни.
Умышленное отравление колодцев как причина некоего зла или болезни — не было изобретением времён Чёрной смерти. Впервые это обвинение было выдвинуто французскими властями при Филиппе Красивом (1313 год), после чего «по всей справедливости», по всей стране, но в особенности в Пуату, Пикардии, Фландрии, начались разгромы лепрозориев и казни больных.
В 1321 году гонения на прокажённых возобновились. Обвинив «поражённых болезнью за свои грехи» в отравлении колодцев и подготовке восстания против христиан, во Франции их арестовали 16 апреля и уже 27-го отправили на костёр, конфисковав имущество в пользу короля.
В 1348 году в поисках виновников Чёрной смерти вновь вспомнили о прокажённых, точнее, о тех, кто выжил во время предыдущих погромов, или же прибавившемся за это время населении лепрозориев. Новые гонения не имели столь ожесточённого характера из-за немногочисленности жертв и осуществлялись достаточно систематически лишь в королевстве Арагон. В Венеции громили лепрозории, как полагают, с целью освободить место для карантина. Прокажённых убивали как пособников евреев, купленных за золото и отравлявших воду, чтобы таким образом досадить христианам. По одной из версий, четверо вождей, которым якобы подчинялись прокажённые всей Европы, собравшись вместе и, при подстрекательстве дьявола, посланного евреями, выработали план, как погубить христиан, отомстив им, таким образом, за своё положение, или всех их заразить проказой. В свою очередь евреи соблазняли прокаженных обещаниями графских и королевских корон и сумели добиться своего.
Уверяли, что у прокажённых удалось найти чумную мазь, состоявшую из человеческой крови, мочи и церковной гостии. Зашив в мешочки, с камнем для утяжеления, эту смесь следовало тайком бросать в колодцы. Ещё один «свидетель» докладывал:
Мы сами своими глазами видели такую ладанку в одном из местечек нашего вассальства. Одна прокажённая, проходившая мимо, боясь, что её схватят, бросила за собою завязанную тряпку, которую тотчас понесли в суд, и в ней нашли голову ящерицы, лапы жабы и что-то вроде женских волос, намазанных чёрной, вонючей жидкостью, так что страшно было разглядывать и нюхать это. Когда свёрток бросили в большой огонь, он не мог гореть: ясное доказательство того, что это был сильный яд.

### Истребление евреев
Жертвами также были иудеи, которых в то время было много в разных европейских городах.

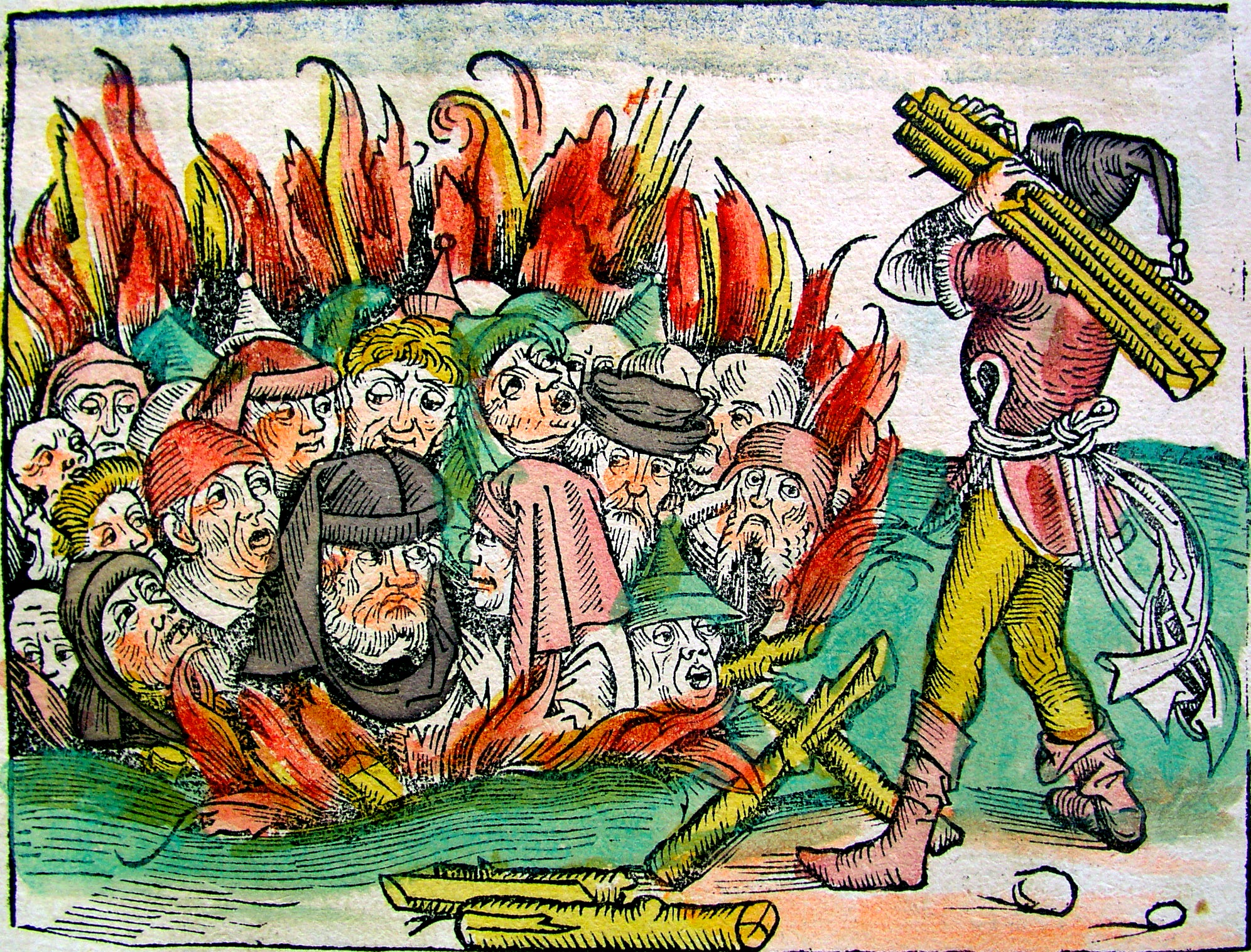
Сожжение евреев. Иллюстрация из «Нюрнбергской хроники» (1493)

Антиеврейский навет времён Чёрной смерти возник из-за появившейся во время войны между папством и Священной Римской империей, опустошившей и ослабившей как Германию, так и Италию, теории заговора, согласно которой иудеи, решив посодействовать скорейшей гибели своих врагов, тайно собрались в Толедо (их верховного руководителя называли даже по имени: рабби Иаков) и решили извести христиан ядом, приготовленным колдовским способом из плоти и крови совы с примесью перемолотых в порошок ядовитых пауков. Ещё один вариант «рецепта» включал в себя порошок из высушенного сердца христианина вкупе с пауками, лягушками и ящерицами. Этот «дьявольский состав» был затем тайно разослан по всем странам с категорическим приказом сыпать его в колодцы и реки. По одной из версий, за спиной еврейских вождей стоял собственной персоной сарацинский владыка, по другой, они действовали по собственной инициативе.
Письмо евреев к эмиру, датированное 1321 годом, было якобы запрятано в потайной ларец вместе с «сокровищами и заветными вещами» и найдено при обыске у еврея Бананиаса в Анжу. Кусок пергамента из овечьей кожи не привлёк бы внимания ищущих, не будь на нём золотой печати «весом в 19 флоринов» с изображением распятия и еврея, стоящего перед ним «в такой непристойной позе, что я стыжусь её описать», отмечал Филипп Анжуйский, сообщивший о находке. Этот документ был получен пыткой от арестованных и затем (переведённый на латинский язык) дошёл до нас в списке XIX века, перевод его таков:
Когда мы навсегда поработим христианский народ, вы нам возвратите наш великий град Иерусалим, Иерихон и Ай, где хранится священный ковчег. А мы возвысим ваш престол над царством и великим городом Парижем, если вы нам поможете достигнуть этой цели. А пока, как вы можете убедиться через вашего заместителя, короля Гренады, мы действовали в этих видах, ловко подсыпая в их питьё отравленные вещества, порошки, составленные из горьких и зловредных трав, бросая ядовитых пресмыкающихся в воды, колодцы, цистерны, источники и ручьи для того, чтобы все христиане погибли преждевременно от действия губительных паров, выходящих из этих ядов. Нам удалось привести в исполнение эти намерения, главным образом, благодаря тому, что мы раздали значительные суммы некоторым бедным людям их вероисповедания, называемым прокажёнными. Но эти негодяи вдруг обратились против нас, и, видя, что другие христиане их разгадали, они обвинили нас и разоблачили всё дело. Тем не менее мы торжествуем, ибо эти христиане отравили своих братьев; это верный признак их раздоров и несогласий.
Обезумевшие толпы в Германии, Швейцарии, Италии, Испании, получив в своё распоряжение подобные «доказательства» виновности иудеев и загоревшись надеждой победить эпидемию, устраивали кровавые самосуды, порой с поощрения или молчаливого согласия властей. То, что эпидемия убивала обитателей еврейских кварталов не меньше, чем христиан, никого не смущало. Евреев вешали и жгли, причём не раз бывало, что по пути к месту казни мародёры срывали с обречённых одежду и украшения. Бывали случаи надругательства над трупами убитых или умерших евреев (мужчин, женщин, детей и стариков), которые, как это было в одном из прирейнских городов, забивали в бочки и затем спускали в реку или бросали их трупы на растерзание собакам и птицам. Порой в живых оставляли маленьких детей для последующего крещения и молодых и красивых девушек, которые могли стать служанками или наложницами. Норвежский король Хокон VI приказал истребить евреев в целях профилактики, узнав, что чума приближается к границам его государства.
Были случаи, когда иудеи сами поджигали свои дома и, предварительно забаррикадировав двери, сгорали вместе со своими домочадцами и всем имуществом, крича из окон ошарашенной толпе, что предпочитают смерть насильственному крещению. Матери с детьми на руках бросались в костры. Сжигаемые иудеи насмехались над своим преследователями и распевали библейские псалмы. Обескураженные подобным мужеством перед лицом смерти, их противники объявляли такое поведение вмешательством и помощью Сатаны.
В то же время были люди, выступавшие в защиту иудеев. Поэт Джованни Боккаччо в своей известной новелле уподобил 3 авраамические религии перстням и сделал вывод, что в глазах единого Бога ни одной не может быть отдано предпочтение. Авиньонский папа Климент VI специальной буллой грозил отлучением убийцам евреев, городские власти Страсбурга указом объявили о неприкосновенности своих граждан иудейского вероисповедания, хотя массовые погромы и убийства в этом городе всё же произошли.
Предполагают также, что причиной антисемитизма стал отказ евреям в ассимиляции, поскольку им запрещалось вступать в цехи и гильдии, оставляя для них лишь два вида деятельности: медицину и торговлю. Занимаясь ростовщичеством, часть евреев богатела, вызывая тем дополнительную зависть. Кроме того, евреи-медики лучше знали арабский язык и потому были знакомы с передовой в те времена мусульманской медициной, отдавали себе отчёт в опасности загрязнённой воды. По этой причине евреи предпочитали копать колодцы в еврейском квартале или брать воду из чистых ключей, избегая рек, загрязнённых городскими отбросами, что вызывало дополнительные подозрения.

## Альтернативные теории
В 1980-х годах появились скептики, сомневавшиеся, что инфекционным агентом Чёрной смерти была именно чумная палочка Y. pestis.
Положил начало скепсису в отношении Чёрной смерти британский зоолог Грэм Твигг в своей книге 1984 года «Чёрная смерть: пересмотр господствующей теории с точки зрения биологии» (англ. The Black Death: A Biological Reappraisal), после чего вышли работы «Биология чумных эпидемий» (англ. The Biology of Plagues) демографа Сюзанны Скотт в соавторстве с биологом Кристофером Дунканом и «Нетрадиционный взгляд на проблему Чёрной смерти» (англ. Black Death Transformed) Сэмюэля Кона, профессора медиевистики, работающего в Университете Глазго.
Отрицатели взяли для сопоставления данные индийской противочумной комиссии по третьей пандемии, разразившейся в конце XIX века (1894—1930 годы) и унёсшей в Индии жизни пяти с половиной миллионов человек. Именно в это время Александр Йерсен сумел выделить чистую культуру чумного микроба, а Поль-Луи Симон — разработать теорию «крысино-блошиного» механизма распространения заболевания.
«Отрицатели» установили следующее:
1. Отмечалась определённая разница в механизме протекания болезни между Чёрной смертью и временем третьей пандемии. В частности, крайне редко отмечались такие обычные для авторов XIV века симптомы, как гангренозное воспаление горла и лёгких, сильные боли в области сердца, кровохаркание и кровавая рвота, а также тяжёлый запах, исходивший от больных.
2. Третья пандемия унесла, к примеру, в Индии около 3 % населения, в то время как Чёрная смерть сократила население Европы, по самым скромным подсчётам, на треть.
3. Бубоны, располагавшиеся в современном варианте обычно на ногах, что вполне логично, так как блоха скорее доберётся до нижней части тела, во времена Чёрной смерти зачастую располагались на шее или за ушами.
4. Чуме обычно предшествует массовая гибель крыс, но ничего подобного в документах XIV века не отмечалось, в то время как по расчётам «отрицателей», при той смертности, о которой говорят хроники, пласты из дохлых крыс должны были буквально загромождать улицы и доходить до колена взрослому человеку. Не заметить подобного и тем более не посчитать это достойным упоминания как обыденного явления, по мнению «отрицателей», было невозможно.
5. Основной формой протекания заболевания (в особенности на Севере) был «лёгочный вариант», в то время как в современном мире процент больных с поражениями лёгких при пандемии не превышал 15—25 %, во времена вьетнамской войны — 3 %.
6. Чумная блоха предпочитает тёплый и влажный климат, потому в той же Индии заболеваемость падала в зимнее время и возобновлялась весной, в то время как для Чёрной смерти подобного не замечено.
7. Во времена третьей пандемии болезнь распространялась со скоростью около 20 миль в год, в то время как для Чёрной смерти эта цифра составляла 2,5 мили в сутки.

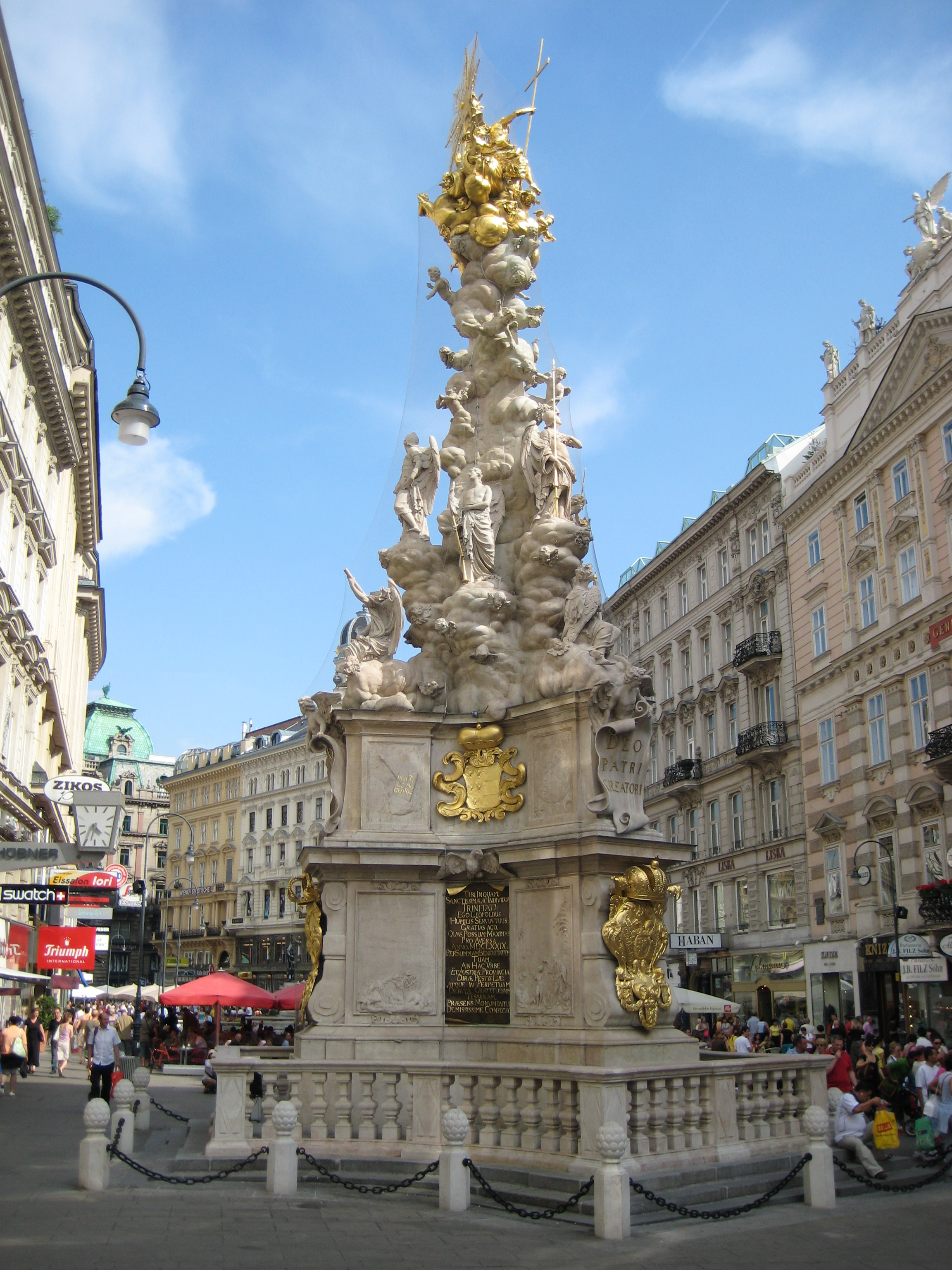
Чумной столб в Вене. Подобные памятники ставились над чумными рвами — общими могилами умерших от Чёрной смерти

Ужасы эпидемии чумы отражает иллюстрация средневековой книги: на городских улицах груды трупов, по которым бегают крысы (По National Geographic Magazine)

Однако, будучи полностью единодушны в вопросе, что Чёрная смерть не была чумой, «отрицатели» резко расходились во мнениях, какое заболевание предложить вместо неё в качестве причины эпидемии. Так, основоположник «нового взгляда на проблему Чёрной смерти» Грэм Твигг возлагал ответственность за эпидемию на бациллу сибирской язвы. Однако при сибирской язве не развиваются бубоны, на коже могут появиться лишь фурункулы и язвы. Ещё одна трудность состояла в том, что, в отличие от чумы, не существовало документально зафиксированных случаев больших эпидемий сибирской язвы.
Дункан и Скотт предлагали на роль инфекционного агента некий вирус, родственный геморрагической лихорадке Эбола, симптоматика которой действительно в чём-то сходна с лёгочной чумой, причём, доводя свою теорию до логического завершения, Дункан и Скотт предположили, что все пандемии так называемой «чумы», начиная с 549 года н. э., были вызваны именно им.
Дальше всех пошёл профессор Кон, возложивший ответственность за Чёрную смерть на некое таинственное «заболевание Х», к нынешнему времени успевшее бесследно исчезнуть.
Так, на вопрос о разнице симптомов замечалось, что средневековые хроники противоречат порой не только описаниям XIX века, но и друг другу, что неудивительно в условиях, когда ещё не были выработаны единый метод диагностики и единый язык для составления истории болезней. Так, фигурирующий у одного автора «бубон» другим мог описываться как «фурункул»; кроме того, часть этих описаний носит художественный, а не документальный характер, как, например, классическое описание флорентийской чумы, оставленное Джованни Боккаччо. Также известны случаи, когда описание современных для автора событий подгонялось под образец, изложенный неким авторитетом; так, полагается, что Пьяцца в своём описании чумы в Сицилии более чем старательно подражал Фукидиду.
Разница в количестве жертв объясняется антисанитарией, царившей в средневековых городах и сёлах; кроме того, чума пришла через сравнительно короткое время после Великого голода 1315—1317 годов, когда в Европе едва лишь перестали ощущаться последствия недоедания.
Что касается крыс, то отмечают, что чума может передаваться блохами от человека к человеку и без участия крыс, причём не только «крысиной» блохой, но и другими блохами, паразитирующими на людях. Недостатка в таких блохах в Средние века не было.
Этим же снимается вопрос о климате. Скорость распространения болезни в новейшее время тормозилась эффективными мерами по профилактике и многочисленными карантинами, в то время как в Средние века ничего подобного ещё не было.
Кроме того, была выдвинута гипотеза, что занос в Европу монгольской чумы проходил в два этапа — через Мессину и через Марсель, причём в первом случае это была «сусликовая», во втором — «крысиная» чума, несколько отличающиеся друг от друга. Российский биолог Михаил Супотницкий отмечает, что во времена, когда медицина ещё находилась в зачаточном состоянии, с чумой путали иногда случаи внешне похожих на неё симптоматикой заболеваний, как то малярии, тифа и т. д.
Группой французских учёных под руководством Дидье Рауля в конце 1990-х годов было проведено исследование останков жертв болезни, взятых из двух «чумных рвов» в Южной Франции, один из которых датируется 1348—1350 годами, другой — более поздним временем. В обоих случаях была найдена ДНК бактерии Y. pestis, отсутствующая в контрольных образцах из останков людей того же времени, умерших от иных причин. Результаты были подтверждены ещё в нескольких лабораториях в нескольких странах. Таким образом, по мнению Дидье Рауля, в споре об этиологии Чёрной смерти можно поставить точку: её виновницей, без сомнения, была бактерия Y. pestis.
В октябре 2010 года журнал PLoS Pathogens опубликовал статью Haensch et al. (2010) многонациональной группы, которая исследовала роль Yersinia pestis в Чёрной смерти. В документе подробно изложены результаты новых исследований, которые объединили анализ древней ДНК и специфическое обнаружение белка, которые были использованы для обнаружения ДНК и белковых сигнатур, специфичных для Y. pestis, в человеческих скелетах из широко распространённых массовых захоронений в северной, центральной и южной Европе, которые археологически были связаны с Чёрной смертью и последующими эпидемиями. Авторы пришли к выводу, что это исследование вместе с предыдущими анализами на юге Франции и Германии «прекращает дебаты об этиологии Чёрной смерти и недвусмысленно демонстрирует, что Y. pestis был возбудителем эпидемической чумы, опустошившей Европу в Средние века».
В результате исследования, опубликованного в журнале «Nature», было доказано, что современные штаммы имеют геном, на 99 % идентичный найденному у умерших от «Чёрной смерти», и тот же уровень вирулентности.

## Известные жертвы Чёрной смерти
| Имя                      | Профессия или титул                | Страна рождения           | Год смерти  |
| ------------------------ | ---------------------------------- | ------------------------- | ----------- |
| Альфонсо XI Справедливый | король Кастилии                    | Кастилия                  | 1350        |
| Джованни д'Андреа        | легист, знаток канонического права | Болонья                   | 1348        |
| Иоанн Ангел              | севастократор                      | Византия                  | 1348        |
| Андроник Кантакузин      | наследник византийского престола   | Византия                  | 1347        |
| Бонна Люксембургская     | дофина Франции                     | Богемия                   | 1348        |
| Томас Брадвардин         | архиепископ кентерберийский        | Англия                    | 1349        |
| Фульк де Канак           | епископ парижский                  | Франция                   | 1349        |
| Жан де Пре               | епископ Турне                      | Франция                   | 1349        |
| Иоанна Английская        | принцесса английская               | Англия                    | 1348        |
| Жанна Бургундская        | французская королева               | Бургундия                 | 1348        |
| Джованни Рандаццо        | герцог Рандаццо, Афин и Неопатрии  | Сицилия                   | 1348        |
| Амброджо Лоренцетти      | живописец                          | Сиена                     | 1348        |
| Пьетро Лоренцетти        | живописец                          | Сиена                     | 1348        |
| Андреа Пизано            | архитектор, скульптор              | Понтедера                 | 1348        |
| Герардус Одонис          | патриарх Сицилии                   | Франция                   | 1348        |
| Элеонора Португальская   | королева Арагона                   | Португалия                | 1348        |
| Джон Оффорд              | лорд-канцлер                       | Англия                    | 1349        |
| Джованни Виллани         | хронист, историк                   | Флоренция                 | 1348        |
| Маргарет Уэйк            | графиня кентская                   | Англия                    | 1349        |
| Гюнтер фон Шварцбург     | антикороль Германии                | Священная Римская империя | 1349        |
| Василий Калика           | архиепископ Новгородский           | Русь                      | 3 июля 1352 |
| Симеон Иванович Гордый   | великий князь владимирский         | Русь                      | 1353        |
| Иван Симеонович          | третий сын Симеона Гордого         | Русь                      | 1353        |
| Симеон Симеонович        | четвёртый сын Симеона Гордого      | Русь                      | 1353        |

## Последствия
«Чёрная смерть» имела значительные демографические, социальные, экономические, культурные и религиозные последствия, и даже повлияла на генетический состав населения Европы, изменив соотношение групп крови в затронутых популяциях. Если говорить о восточных странах, последствия чумы серьёзно сказались на Золотой Орде, где резкое сокращение населения привело среди прочего к политической нестабильности, а также технологическому и культурному регрессу.
По оценкам Уильяма Нейфи и Эндю Спайсера, демографическая ситуация в Европе окончательно стабилизировалась лишь к началу XIX века — таким образом, последствия Чёрной Смерти ощущались в течение последующих 400 лет. Множество деревень опустело после смерти или бегства жителей, уменьшилось и городское население. Часть сельскохозяйственных угодий пришла в запустение, дело доходило до того, что волки, расплодившись в огромных количествах, стали во множестве встречаться даже в пригородах Парижа.
По данным французского историка-медиевиста Жоржа Дюби, к 1390 году население Нормандии составляло лишь 43 % от численности населения в начале XIV века.
Эпидемия привела к тому, что из-за резкого уменьшения количества населения зашатались традиции, ранее казавшиеся незыблемыми, и феодальные отношения дали свою первую трещину. Многие цехи, бывшие практически закрытыми, где ремесло передавалось от отца к сыну, теперь стали принимать к себе новых людей. Подобным же способом вынуждено было пополнять свои ряды духовенство, значительно поредевшее за время эпидемии, а также врачебное сословие; за недостатком мужчин в сферу производства стали втягиваться женщины.
Время после чумной эпидемии стало подлинным временем новых идей и пробуждения средневекового сознания. Перед лицом грозной опасности от многовековой спячки очнулась медицина, вступившая с того времени в новый этап своего развития. Кроме того, недостаток рабочих рук позволял подёнщикам, батракам и разнообразной прислуге торговаться со своими работодателями, требуя для себя лучших условий труда и более высокой оплаты. Оставшиеся в живых зачастую оказывались в положении состоятельных наследников, получавших земли и доходы родни, скончавшейся во время великой эпидемии. Низшие классы немедленно воспользовались этим обстоятельством, чтобы добиться для себя более высокого положения и власти. Флорентиец Маттео Виллани горько жаловался:
Простонародье ныне требует для себя самых дорогих и изысканных блюд, их женщины и дети щеголяют пышными платьями, принадлежавшими ранее тем, кто навсегда покинул этот мир. (…) В нынешнее время женская прислуга, неопытная и необученная, и вместе с ней мальчишки-конюшие требуют для себя, по меньшей мере, 12 флоринов в год, а самые наглые и 18, и даже 24, то же касается нянек и мелких ремесленников, зарабатывающих на хлеб своими руками, которым подавай ныне втрое больше обычного, и так же работники на полях, коих следует теперь снабжать упряжкой быков и зерном для посева, и работать они желают исключительно на лучшей земле, забросив прочую.
Из-за недостатка рабочих рук в сельском хозяйстве постепенно стала меняться структура производства, поля зерновых всё чаще превращались в пастбища для скота, где один-два пастуха могли управляться с огромными стадами коров и овец. В городах дороговизна ручного труда с неизменностью привела к росту числа попыток механизировать производство, давших свои плоды в более поздние времена. Упали цена на землю и арендная плата, снизился ростовщический процент.
И в то же время вторая половина XIV века характеризовалась большой инфляцией и высокими ценами на продукты питания (в особенности, на хлеб, так как с уменьшением количества работников в сельском хозяйстве уменьшилось и производство). Высшие классы, чувствуя, что власть ускользает из рук, пытались перейти в наступление, так, в 1351 году Парламент Англии принял Статут о рабочих, запрещавший платить наёмным рабочим больше, чем то было принято до эпидемии. Росли налоги, кроме того, в попытке удержать и сделать незыблемой границу между сословиями, всё больше размывавшуюся после эпидемии, принимались «законы о роскоши». Так, в зависимости от положения на иерархической лестнице ограничивались количество лошадей в упряжке, длина женских шлейфов, количество блюд, подаваемых на стол и даже количество плакальщиков на похоронах — но все попытки добиться, чтобы подобные законы реально соблюдались, оказывались тщетными.

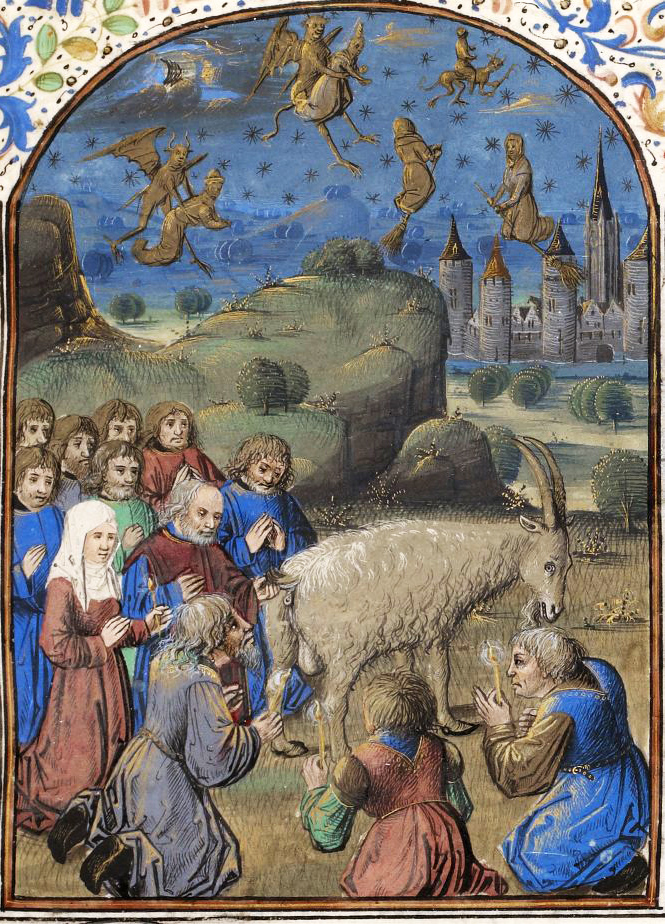
Еретики, поклоняющиеся Дьяволу в обличье козла, и ведьмы, пролетающие мимо на сатанинский шабаш. Миниатюра XV века

В ответ на попытку ограничить столь жестокой ценой завоёванные права низшие классы ответили вооружёнными выступлениями — по всей Европе прокатились бунты против налоговых ведомств и против правительств, с жестокостью подавленные и всё же надолго ограничившие притязания высших классов и приведшие к достаточно быстрому исчезновению барщинных повинностей и массовому переходу от феодальных к арендным отношениям в господском хозяйстве. Рост самосознания третьего сословия, начавшийся во времена второй пандемии, уже не останавливался и нашёл полное выражение во времена буржуазных революций.
Дарон Аджемоглу и Джеймс Робинсон в книге «Почему одни страны богатые, а другие бедные» называют эпидемию чумы «поворотным моментом» (англ. critical juncture) в истории Европы. Она привела к уменьшению численности крестьян, ощущалась нехватка рабочих рук, и появились даже случаи переманивания феодалами крестьян друг у друга, и именно в этот момент траектории развития Западной и Восточной Европы начали расходиться. До эпидемии крепостное право в Западной Европе было лишь немного менее обременительным, чем в Восточной: повинности были чуть меньше, города чуть больше и богаче, а крестьяне чуть более сплочёнными ввиду большей плотности населения и меньшего среднего размера феодального надела. В Западной Европе крестьяне смогли воспользоваться (в том числе и посредством восстаний) ситуацией и существенно ослабить феодальные повинности, что вскоре привело к окончательной отмене крепостного права, после чего Англия, а позже и другие страны Западной Европы встали на путь развития инклюзивных институтов. На Востоке же крестьяне оказались терпеливей к новым тяготам и были хуже организованы, потому землевладельцы смогли усилить феодальный гнёт и вместо ослабления крепостного права там случилось второе издание крепостничества.
В духовной сфере власть церкви над умами, практически безусловная в прежние времена, также оказалась значительно поколебленной; обвинения в алчности и симонии, видимая беспомощность церковников в борьбе с чумой значительно ослабили её власть и пробудили умы для философии будущего — на смену еретическим сектам времён второй пандемии пришли лолларды, гуситы, последователи Уиклифа и наконец — Реформация. С другой стороны, количество священников и монахов сократилось едва ли не на 40 %, пустовало огромное количество церквей. Стремясь заполнить эту лакуну, высшее духовенство было вынуждено снижать требования к кандидатам, определять на места куда более молодой чем обычно и во многом невежественный контингент. В результате эпидемии образовательный уровень духовенства, бывший достаточно высоким перед началом чумной эпидемии, резко пошёл вниз. Ожили старинные суеверия, ранее запрещавшиеся церковью, вера в заговоры, вмешательство дьявола в повседневную жизнь и ведьмины чары. Стоит напомнить, что само понятие шабаша окончательно закрепилось в сознании средневекового человека в годы Чёрной смерти.
В течение нескольких следующих столетий чума уже не покидала европейский континент, вплоть до XV века эпидемии вспыхивали то там, то здесь каждые 6-12 лет, а порой и чаще. Так, «вторая чума» (pestis secunda) в 1361 году в Англии унесла с собой до 20 % населения. В 1363 году во Франции появилась «горная чума», ударившая по районам, которые ранее пощадила Чёрная смерть. Английская эпидемия 1369—1371 годов погубила 10-15 % оставшихся. В 1369 году в Англии вспыхнула «третья чума» (pestis tercia) — после окончания эпидемии Чёрной смерти и до конца XIV века страшная болезнь посетила острова 6 раз.
Между 1536-м и 1670-м годами частота эпидемий упала до одной на каждые 15 лет, унеся лишь во Франции за 70 лет (1600—1670) около 2 миллионов жизней. Среди них 35 тысяч пришлось на «Большую чуму в Лионе» 1629—1632 годов. Кроме уже перечисленных, известные поздние эпидемии чумы включают: итальянскую эпидемию 1629—1631 годов, «Большую эпидемию Лондона» (1665—1666), «Большую эпидемию Вены» (1679), «Большую эпидемию Марселя» в 1720—1722 годах и чуму в Москве в 1771 году.

## Отражение в искусстве
На ментальность средневекового человека чума, уничтожавшая без разбора молодых и здоровых, находящихся во цвете лет людей, смерть необъяснимая, непредсказуемая, производила двойственное впечатление.

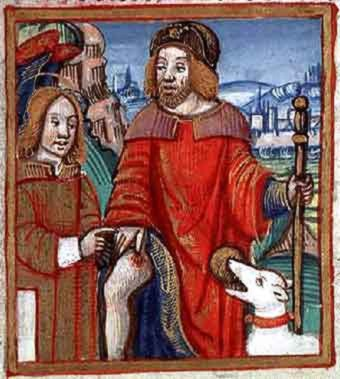
Святой Рох. Средневековая миниатюра

Первый подход, вполне предсказуемо религиозный, понимал чуму как наказание человечеству за грехи, причём помощь человечеству могло оказать лишь заступничество святых и утешение Божьего гнева молитвами и истязаниями плоти. В сознании масс эпидемия принимала вид «стрел», которые разъярённый Бог мечет в людей — сюжет этот после чумной эпидемии проявился в искусстве, в частности на панно церковного алтаря в Гёттингене, Германия (1424) Бог карает людей стрелами, семнадцать из которых уже попали в цель. На фреске Гоццоли в Сан-Джиминьяно, Италия (1464) изображён Бог-отец, посылающий отравленную стрелу на город. Ж. Делюмо отметил, что стрелы чумы изображены на погребальной стеле в Моосбурге (церковь Св. Кастулуса, 1515), в соборе Мюнстера, на полотне Веронезе в Руане, в церкви Ландо-ам-дер-Изар.
В поисках защиты от Божьего гнева, верующие вполне традиционно искали заступничества святых, создавая новую традицию по ходу дела, так как чума не посещала европейский континент со времен юстиниановой эпидемии, и потому ранее этот вопрос не возникал. Одним из защитников от эпидемии был избран Святой Себастьян, которого традиционно изображали пронзенным стрелами. Кроме того, распространённым стало изображение Святого Роха, указующего на вскрытый чумной бубон на своем левом бедре. Со вторым святым нет ясности: традиционно его смерть относят к 1327 году, когда чумы в Европе ещё не было — с чем иконография вступает в явное противоречие. Для преодоления такового, предлагается две гипотезы. Первая заключается в том, что язва на бедре у святого представляет собой некий нарыв или фурункул, уже позднее по ассоциации, отождествлённый с чумным бубоном. Вторая предполагает, что житие Святого Роха относится именно ко времени великой эпидемии и умер он от чумы, самоотверженно ухаживая за больными, в то время как в позднейшие источники вкралась ошибка. И наконец, предстательницей за грешников полагалась Святая Дева, которую также в знак скорби принято было изображать с сердцем, пронзённым копьями или стрелами. Изображения подобного типа стали распространяться во время и после эпидемии, порой сочетаясь с изображениями разгневанного божества — в частности на панно геттингенского алтаря, часть грешников укрывается от Божьих стрел под покровом Богородицы.

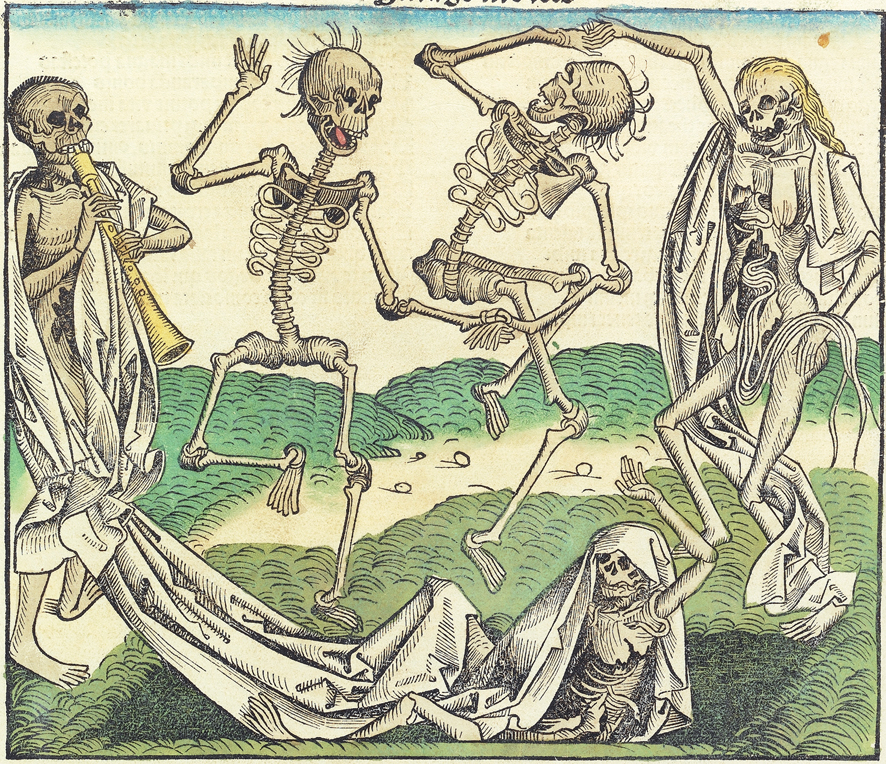
«Пляска Смерти». Иллюстрация из «Нюрнбергской хроники» (1493)

Одним из известных сюжетов является «Пляска Смерти» (La Danse Macabre) с изображением танцующих фигур в виде скелетов. Гравюра Гольбейна Младшего выдержала 88 изданий с 1830 по 1844 год. Распространён сюжет, где чума представляется гневом Бога, который поражает грешников стрелами. На картине Питера Брейгеля Старшего «Триумф смерти» изображены скелеты, символизирующие чуму, которые убивают всё живое. Ещё одним отголоском чумы является сюжет «Смерть, играющая в шахматы», распространённый в живописи Северной Европы.

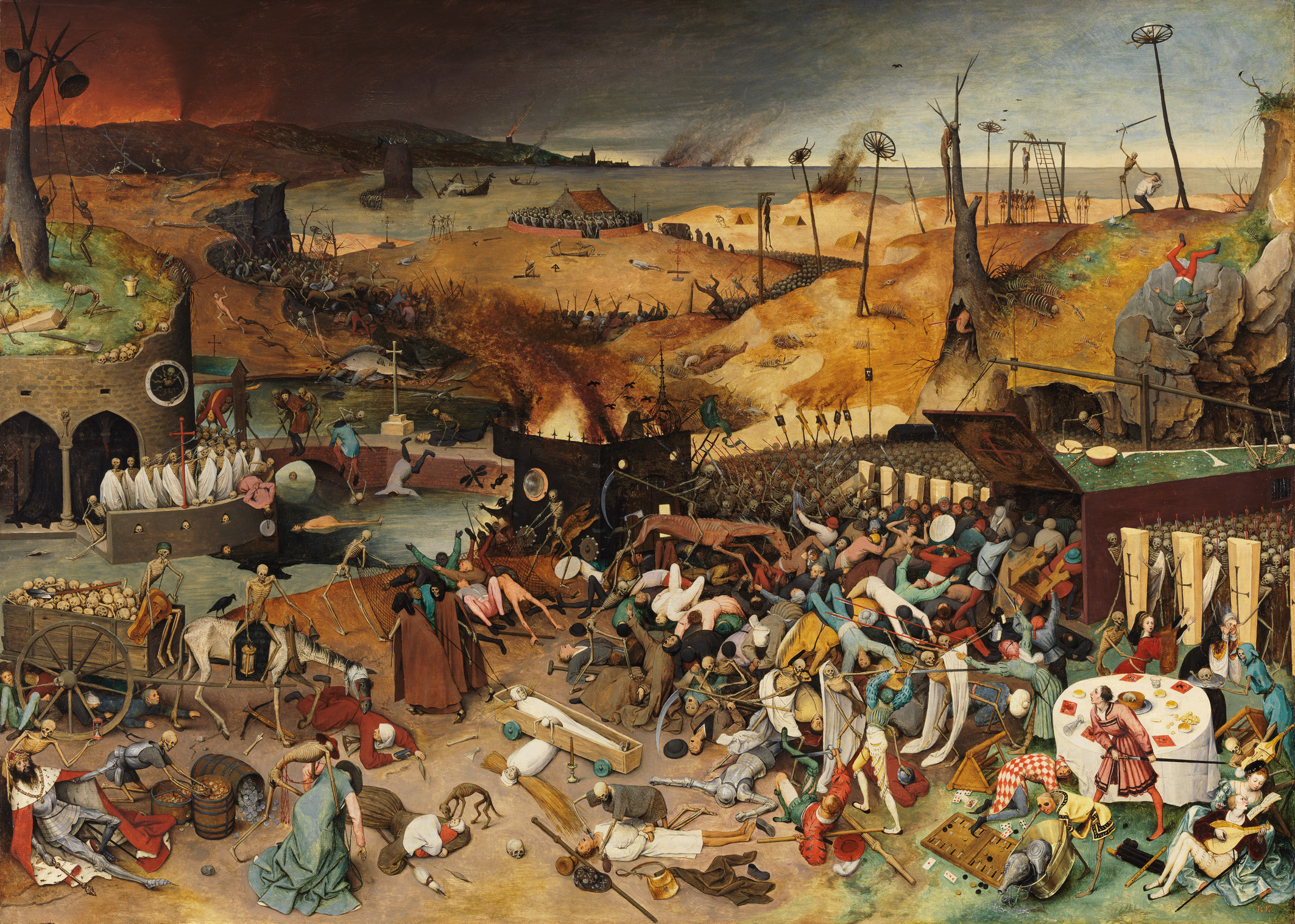
Питер Брейгель Старший, «Триумф смерти», 1562

Флорентийская чума стала фоном, на котором разворачивается действие знаменитого «Декамерона» Джованни Боккаччо. О чуме писал Петрарка в своих знаменитых стихах к Лауре, скончавшейся во время эпидемии в Авиньоне. Трубадур Пейре Люнель де Монтеш описал чумную эпидемию в Тулузе в цикле скорбных сирвент, носящем наименование «Людям нечего дивиться» (ст.-окс. Meravilhar no·s devo pas las gens).
Предполагается также, что временем Чёрной смерти датируется известная в Англии детская песенка-считалочка «Ring a Ring o' Roses» («На шее венки из роз, Букетиков полные карманы, Апчхи-апчхи! Все падают на землю») — хотя подобная трактовка представляется спорной.
Существуют и гипотезы, связывающие с Чёрной смертью знаменитый сказочный сюжет о Гамельнском крысолове: город одолевают полчища крыс, горожане ищут спасения, и к ним является крысолов, который выводит крыс из города с помощью волшебной дудочки и топит их в реке, а когда горожане отказываются вознаградить его за услугу, тем же путём выводит из города их детей. Так, согласно одной из интерпретаций, дети, собирая по пути дохлых крыс, заболевают чумой и погибают. Однако догадку эту сложно принять из-за несовпадения в датах — согласно гамельнской хронике, крысолов увёл детей (о крысах в этом первом варианте ещё не упоминается) в 1284 году, то есть более чем за пятьдесят лет до эпидемии. Вместо Чёрной смерти для объяснения случившегося исследователями предлагается хореомания, проявления которой действительно фиксировались задолго до эпидемии.
Выразительные описания чумы в Норвегии появляются в заключительных главах трилогии Сигрид Унсет «Кристин, дочь Лавранса», а на Руси — в романе Дмитрия Балашова «Симеон Гордый».
Великая эпидемия привлекла внимание кинематографистов и стала фоном, на котором разворачивается действие фильмов «Седьмая печать» (1957) Ингмара Бергмана, «Плоть и кровь» (1985) Пола Верховена, «Дыхание дьявола» (1993) Пако Лусио, «Чёрная смерть» (2010) Кристофера Смита и «Время ведьм» (2011) Доминика Сены. Отражена в кинокартине «Сказка странствий» (1983) Александра Митты.
В 2019 году вышла компьютерная игра A Plague Tale: Innocence. События игры происходят в 1348 году, когда Королевство Франции поразили Эдвардианская война и эпидемия чумы. В 2022 году вышло продолжение игры A Plague Tale: Requiem.

## Свидетельства современников
Флорентиец Маттео Виллани, продолживший «Новую хронику» своего брата, известного местного историка Джованни Виллани, умершего от болезни, сообщает:

«В этом году в восточных странах, в Верхней Индии, Каттае и других прибрежных провинциях Океана, началась чума среди людей всякого пола и возраста. Первым её признаком было кровохарканье, а смерть наступала у кого сразу, у кого на второй, на третий день, некоторые же протягивали и дольше. Тот, кто ухаживал за этими несчастными, немедленно заражался и заболевал сам и в непродолжительном времени погибал. При этом у большинства возникало вздутие в паху, а у многих подмышками правой и левой руки или на других частях тела, и почти всегда на теле больного появлялась какая-то опухоль. Эта чума приходила с перерывами и вспыхивала у разных народов, за год она охватила третью часть света, называемую Азией. В конце концов она добралась до народов, живущих у Великого моря, на берегах Тирренского моря, в Сирии и Турции, близ Египта и на побережье Красного моря, на севере в России, в Греции, в Армении и других странах. Тогда итальянские галеры покинули Великое море, Сирию и Ромею, чтобы не заразиться и вернуться со своими товарами домой, но многим из них было суждено погибнуть в море от этой болезни. Приплыв в Сицилию, они вступили в переговоры с местными жителями и оставили им больныx, вследствие чего чума распространилась и среди сицилийцев…
В 1348 году чума господствовала во всей Италии, за исключением Милана и предгорий Альп, разделяющих Германию и Италию, где она причинила меньше вреда. В том же году она перебросилась через горы и распространилась в Провансе, Савойе, Дофине, Бургундии, на побережье у Марселя и Эгмора, в Каталонии, на острове Майорка, в Испании и Гранаде. В 1349 году она дошла на западе до берегов океана, Европы, Африки и Ирландии, до островной Англии и Шотландии, других западных островов и внутренних земель, свирепствуя почти везде с одинаковой силой, кроме Брабанта, где жертв было мало. В 1350 году чума обрушилась на германцев и венгров, фризов, датчан, готов, вандалов и другие северные страны и народы. И там, где вспыхивала эпидемия, она продолжалась в течение пяти месяцев или пяти смен луны, это известно по опыту многих стран. Поскольку казалось, что эта губительная зараза передавалась взглядом или прикосновением, многие покидали мужчин, женщин и детей при первых признаках охватившей их болезни. Бесчисленное множество людей могло бы выжить, если бы не лишилось необходимой помощи…
В нашем городе эпидемия разгорелась в полную силу в апреле 1348 году от Р. Х. и продлилась до начала сентября того же года. В городе, предместье и округе Флоренции без разбора пола и возраста из пяти человек погибло три или больше, скорее за счёт простонародья, чем средних слоев и верхов, потому что беднякам пришлось особенно худо, зараза распространилась среди них раньше, и помощи они получали меньше… Врачам ни в одной стране не удалось найти лекарств или средств против этого смертельного недуга, ни с помощью естественной философии, ни физики, ни астрологии…
От генуэзских купцов, достойных всяческого доверия, мы слышали о том, что произошло в тех странах, в верхней Азии, незадолго до начала эпидемии. Там то ли из земли, то ли с неба появился огненный смерч и, распространяясь на запад, беспрепятственно истребил значительную часть этого края. Некоторые утверждают, что из зловония, издаваемого пламенем, родилось гнилостное вещество вселенской заразы, но за это мы не можем ручаться…
Полагали, что те, кому Господне милосердие сохранило жизнь, видя погибель своих ближних и слыша об истреблении многих народов мира, одумаются, смирятся, вернутся к добродетели и католическому благочестию, станут воздерживаться от грехов и неправедных поступков, преисполнятся любовью и сочувствием друг к другу. Но только что мор прекратился, вышло совсем по-другому. Людей осталось слишком немного по отношению к унаследованным ими земным благам, так что, забыв о прошлом, словно ничего и нe было, они ударились в невиданный ранее разгул и бесстыдный разврат. Отставив дела, они предавались пороку обжорства, устраивая пиры, попойки, празднества с утончёнными яствами и увеселениями, не знали удержи в сластолюбии, наперебой выдумывали необыкновенные и причудливые платья, часто непристойного вида, и переменили вид всей одежды. Простонародье, как мужчины, так и женщины, ввиду избытка всех вещей, не желали заниматься своим привычным трудом, они пристрастились к самым дорогим и изысканным кушаньям, то и дело устраивали свадьбы, а прислуга и уличные женщины надевали платья, оставшиеся от благородных дам. Почти весь наш город очертя голову погрузился в постыдные утехи, в других местах и по всему свету было ещё хуже…»
Его современник английский монах-бенедиктинец Уильям Дин из Рочестера в своих анналах рассказывает:

«Люди в большей своей части стали хуже, более подвержены любому пороку и более склонны перед грехом и злостью, не думая ни о смерти, ни о прошлой чуме, ни о своем собственном спасении… Священники, мало ценящие жертву духа раскаяния, отправились туда, где они могли бы получить большие стипендии, чем в собственных бенефициях, и поэтому многие бенефиции остались без священников. День ото дня, угроза душам, как духовенства, так и мирян увеличивалась… Подмастерья и искусные работники были проникнуты духом мятежа, так что ни король, ни закон, ни правосудие не могло обуздать их… Так велик был недостаток работников всех видов, что более чем треть земель оставалась необработанной…»

## Комментарии
1. ↑  В переводе Ошерова:

«Воды Стикса слились с сидонской струёй

Алчно открыт чёрной смерти зев,

И широко её распростёрты крыла»
2. ↑  В то же время возник и упорно держался слух, что Иоанн запер жену в её комнатах и уморил голодом в наказание за измену с коннетаблем. Неизвестно, насколько эта версия событий соответствовала действительности и насколько к ней приложили руку англичане, желавшие подобным образом поставить под вопрос законнорождённость короля Карла V. В любом случае, после убедительных побед последнего, слух сошёл на нет и последствий не имел.
3. ↑  Чёрный флаг, поднятый над самой высокой церковью города, был призван известить всех, желавших навестить город, о потенциальной угрозе. Традиция поднятия чёрного флага возникла именно во времена Чёрной смерти[94].
4. ↑  Монгольский историк Далай Чулууны, рассказывая собственно о Монголии и народных бедствиях, отмечает в 1330 году и 1337—1340 годах джут, засуху и голод, но не эпидемии. «Кембриджская история Внутренней Азии» упоминает, что в Китае серия природных катастроф, начавшихся с наводнений на Янцзы в 1332 году, привела к гибели 7 миллионов человек и голоду, но не говорит о чуме. Синолог Людмила Боровкова отмечает голод в 1340-х годах, а крупную эпидемию — в 1344 году, когда изменилось русло Хуанхэ и «голод и эпидемии в тех краях унесли почти половину населения», и в 1350-х, когда отмечены страшный голод, саранча и эпидемия в столице. Китайский историк У Хань, описывая события 1354 года, упоминает о голоде и последовавших за ним эпидемиях. 
См. Чулууны Д. Монголия в XIII-XIV веках / Авториз. пер. с монг.. — М.: Наука (ГРВЛ), 1983. — P. 117—118.
The Cambridge History of Inner Asia. The Chinggisid Age. — Cambridge University Press, 2009. — P. 91.
Боровкова Л. А. Восстание «Красных войск» в Китае. — М.: Наука (ГРВЛ), 1971. — С. 44, 77, 105.
У Хань. Жизнеописание Чжу Юаньчжана / Пер. с кит.. — М.: Наука (ГРВЛ), 1980. — С. 59.
5. ↑  Как обычно бывает в истории науки, миазматическая теория действительно работала в некоторых случаях, к примеру, прекрасно объясняя случаи отравления «болотным газом» — метаном. Но попытка распространить её на все в принципе «воздушные» заболевания оказалась обречена на неудачу.
6. ↑  Сравните со старинным русским названием эпидемии — «поветрие».
7. ↑  «Первопричиной морового поветрия стало положение звёзд, каковое наблюдалось в первый час после полудня 20 марта, когда три планеты сошлись между собой в созвездии Водолея. Ибо Юпитер, жаркий и влажный, заставляет ядовитый пар подниматься над болотами, а Марс — бесконечно жаркий и сухой, поджигает сказанные пары, почему и являются виду горящие искры, в то время как ядовитые испарения и огни пропитывают собой воздух» (Compedium, 1345 год).
8. ↑  Он относится ко времени второй эпидемии, но весьма характерен для иллюстрации психологического настроя, характерного для времени Чёрной смерти.
9. ↑  Немногим дальше ушли от подобных воззрений в XVII веке, когда, чтобы умилостивить Бога, швейцарцы дали обет по воскресеньям одевать женщин в чёрное, мужчин — в серое[источник не указан 2633 дня].
10. ↑  Интересное объяснение этому предлагает Филипп Циглер — по его мнению, собачье бешенство в Сицилии было вполне обыденным явлением, и некий особенно вопиющий случай, приукрашенный и пересказанный, мог лечь в основу подобной истории.
11. ↑  «Нескольких несчастных обвинили в отравлении колодцев, — писал музыкант папской капеллы Луис Хейлиген фламандским друзьям. — Многих из них уже отправили на костер, других продолжают жечь и поныне».

## Фильмография
- «History Channel: Чёрная смерть» (англ. The Black Death) — документальный фильм, снятый Питером Никольсоном в 2009 г.